# Chanty-Mansyjski Okręg Autonomiczny – Jugra

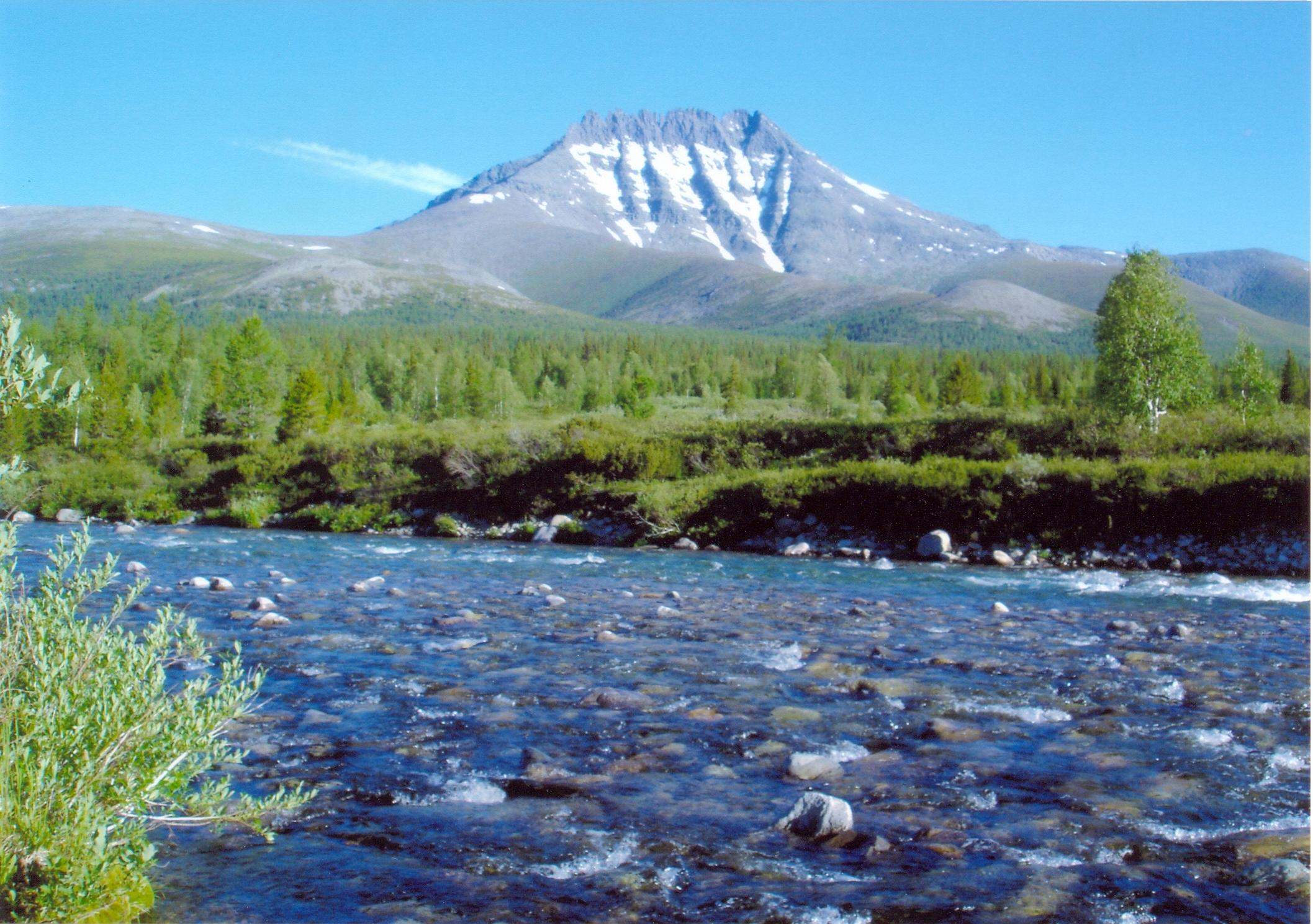
Krajobraz Okręgu – góra Manaraga (1820) na Uralu Subpolarnym

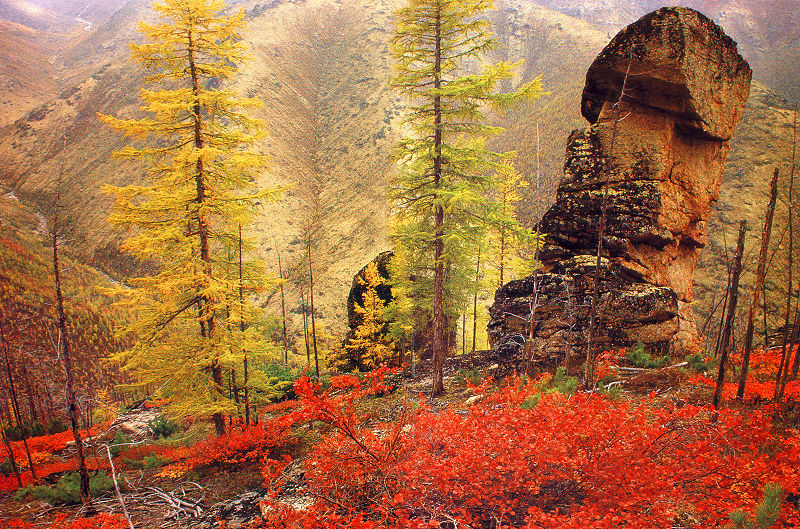
Krajobraz Okręgu

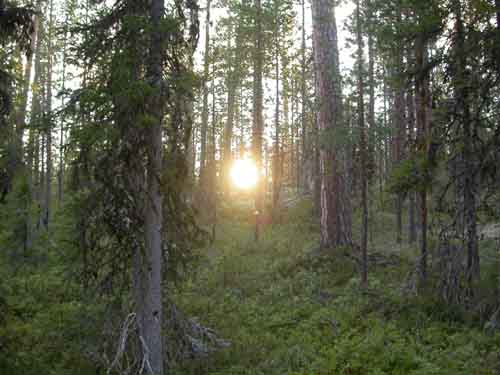
Tajga

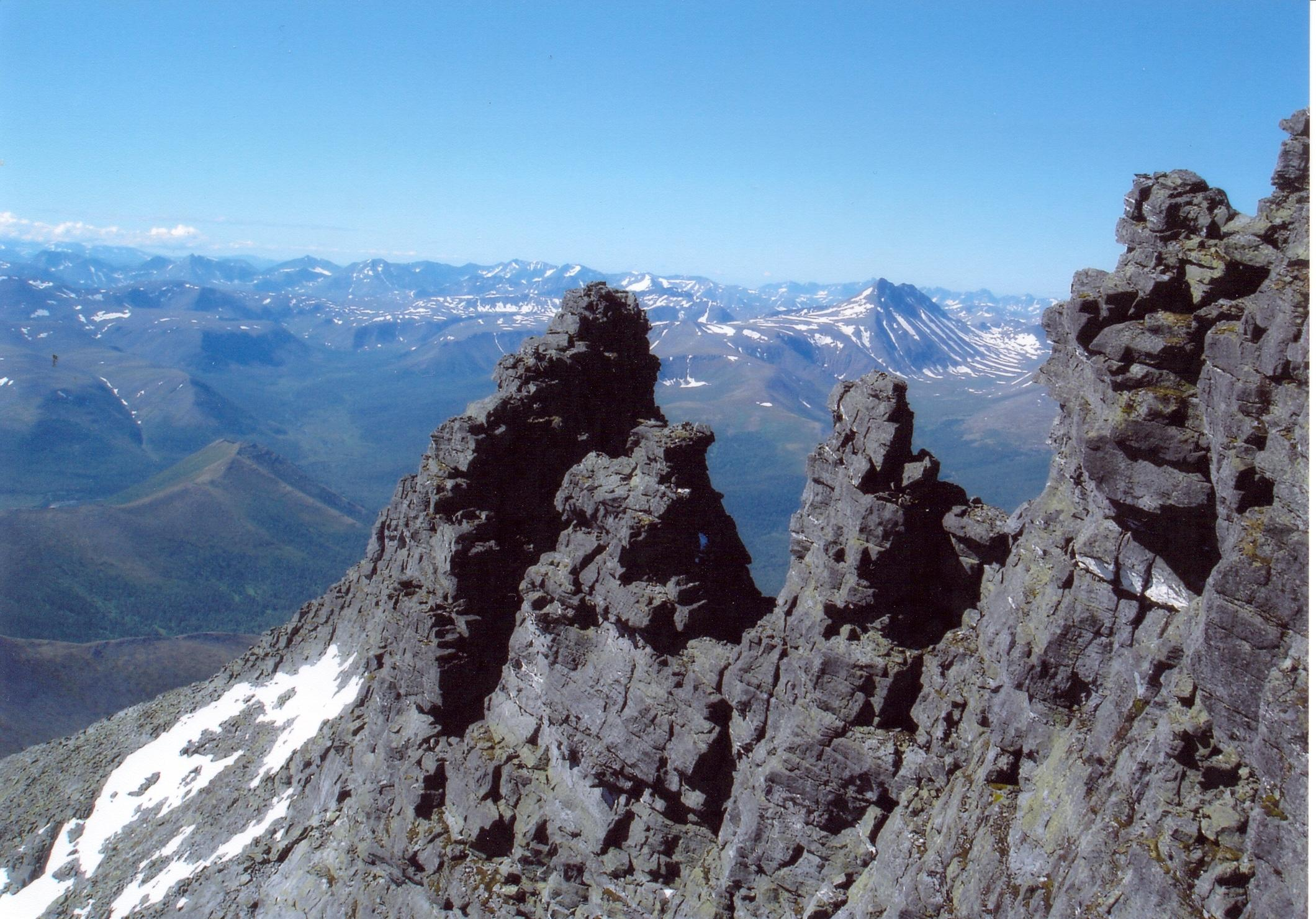
Górski krajobraz Uralu w pobliżu wsi Saranpaul

Chanty-Mansyjski Okręg Autonomiczny – Jugra (ros. Ханты-Мансийский автономный округ – Югра, Chanty-Mansijskij awtonomnyj okrug – Jugra) – jednostka podziału administracyjnego w obrębie Federacji Rosyjskiej, wchodząca w skład obwodu tiumeńskiego.

## Położenie
Chanty-Mansyjski OA – Jugra położony jest w zachodniej Syberii, na kontynencie azjatyckim, tuż przy granicy z Europą. Okręg leży w północnej Rosji, na wschód od Uralu, na równinnym terenie wchodzącym w skład środkowej części Niziny Zachodniosyberyjskiej. Jugra leży między 58° a 66° szerokości geograficznej północnej. Kraj z północy na południe rozciąga się na długości 900 km, a ze wschodu na zachód – na 1400 km.
Od północy Okręg graniczy z Jamalsko-Nienieckim Okręgiem Autonomicznym, od północnego zachodu – z Republiką Komi, od południowego zachodu – z obwodem swierdłowskim, od południa – z wchodzącymi w skład obwodu tiumeńskiego rejonami: tobolskim i uwackim. Na wschodzie Jugra graniczy z Krasnojarskim Krajem, zaś na południowym wschodzie – z obwodem tomskim.
Łączna długość granic Chanty-Mansyjskiego OA wynosi 4750 km.

### Strefa czasowa
Chanty-Mansyjski OA – Jugra należy do jekaterynburskiej strefy czasowej (YEKT): do 25 października 2014 UTC+06:00 przez cały rok, od 26 października 2014 UTC+05:00 przez cały rok. Jeszcze wcześniej, przed 27 marca 2011 roku, obowiązywał czas standardowy (zimowy) strefy UTC+05:00, a czas letni – UTC+06:00.

## Powierzchnia
Ponad połowę obszaru Okręgu porasta tajga. Przez terytorium Jugry płyną liczne rzeki i strumienie. Na terenie obwodu znajdują się niezliczone jeziora oraz zajmujące wielkie obszary bagna.

### Ukształtowanie terenu
Chanty-Mansyjski OA w przeważającej części leży na Nizinie Zachodniosyberyjskiej. Na powierzchnię tę składają się obszary na których wysokości wynoszą 100–300 m n.p.m. W pobliżu rzek wysokości bezwzględne osiągają jeszcze niższe wartości: 10–50 m n.p.m.
W zachodniej, skrajnej części okręgu znajdują się niezbyt wysokie góry, stanowiące część pasma górskiego Uralu. W granicach Jugry ciągną się one na długości 450 km pasem szerokim na 30–45 km. Najwyższym punktem na mapie kraju jest szczyt Narodnaja – 1894 m n.p.m., leżący w Uralu Subpolarnym.

### Stosunki wodne

#### Rzeki

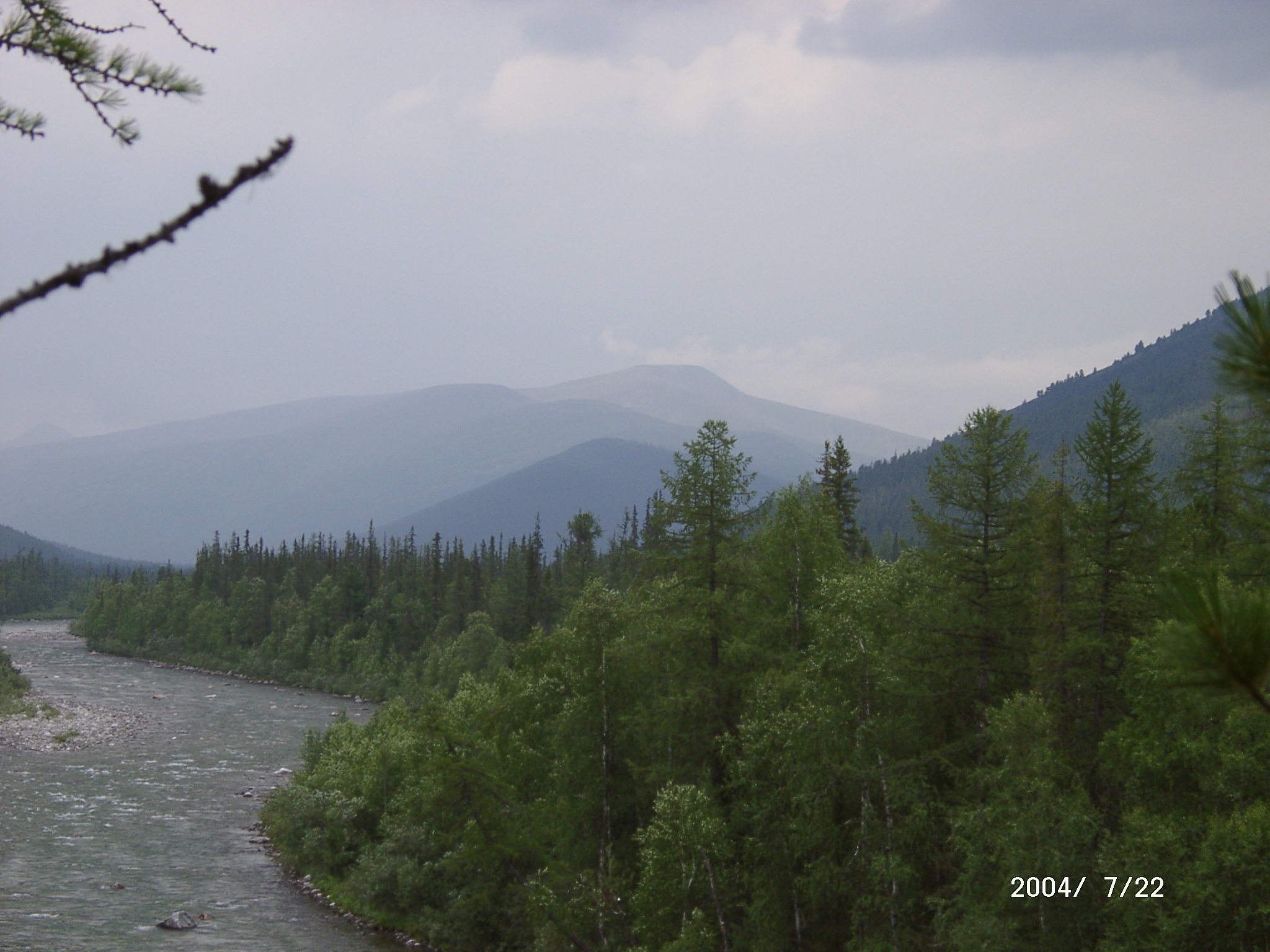
Rzeka na terenie Okręgu; w tle góry Ural

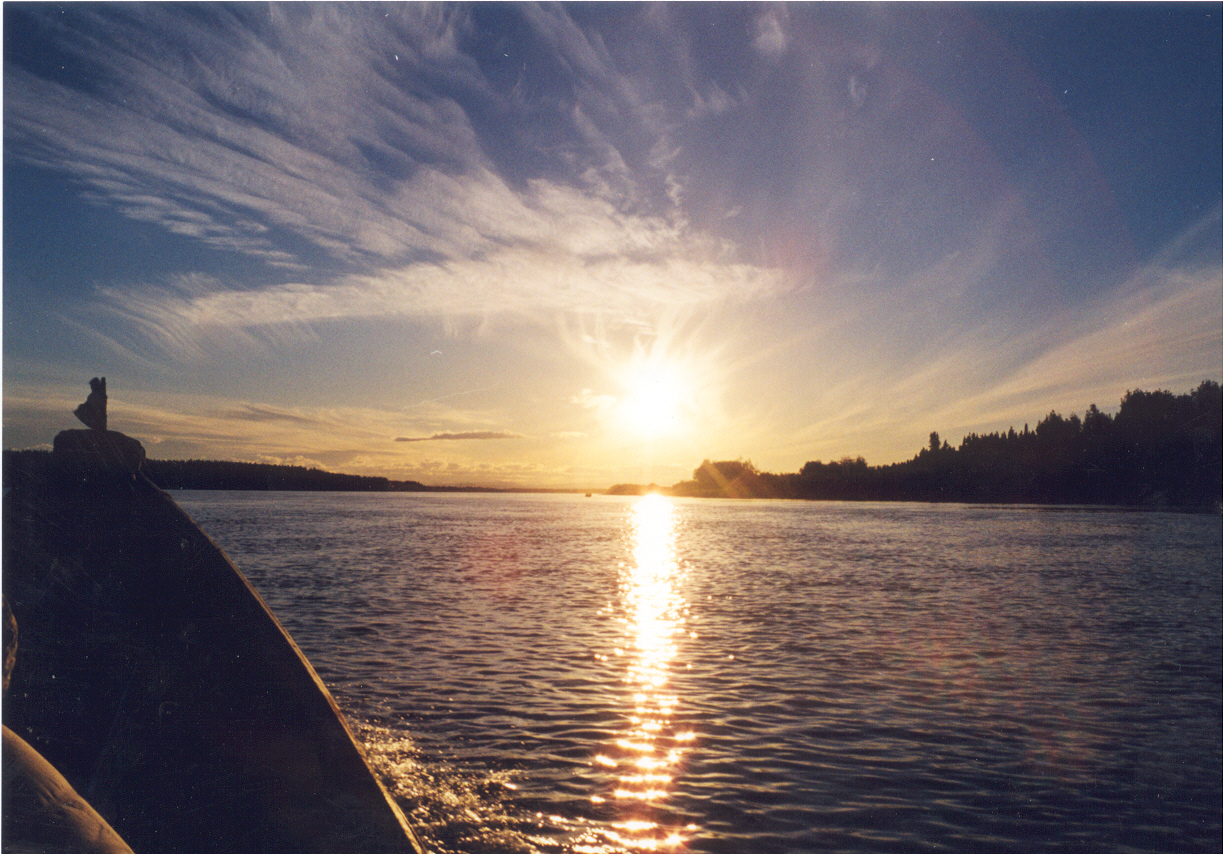
Zachód słońca nad chanty-mansyjską rzeką

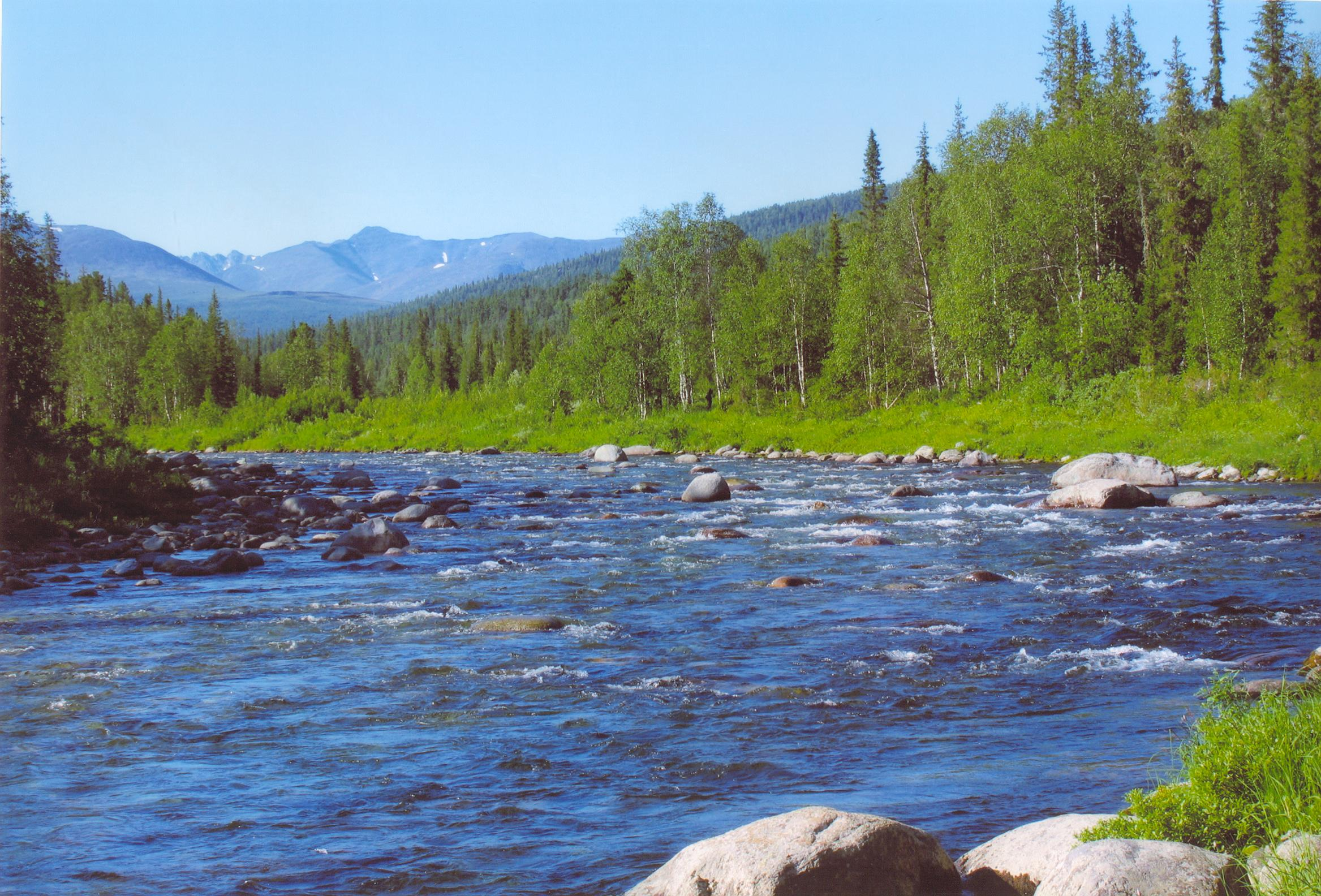
Krajobraz na terenie Okręgu

Na terenie okręgu znajdują się liczne rzeki, stanowiące dopływy głównej rzeki Chanty-Mansyjskiego OA – Obu i jego głównego dopływu – Irtyszu. Najważniejsze z płynących przez teren Okręgu dopływy Obu to: Wach, Agan, Tromiegan, Wielki Juran, Pim, Wielki Sałym, Nazym, Sośwa Północna i Kazym, zaś głównymi dopływami Irtysza są: Konda i Sogom. Łączna długość rzek w granicach okręgu przekracza 30 000 km.
Rzeki Okręgu, podobnie jak rzeki w innych północnych krainach charakteryzuje wysoki poziom wód w okresie wiosenno-letnim, związany z topnieniem pokrywy śniegowej i spływaniem powstałej w wyniku tego wody do cieków wodnych.
W okresie zimowym rzeki pokryte są grubą warstwą lodu. Utrzymuje się ona przez okres ok. 6 miesięcy.

#### Jeziora
Na obszarze obwodu położona jest ogromna liczba większych i mniejszych jezior, w tym ponad 29 000 o powierzchni przekraczającej 1 ha, a także 4 zajmujące obszar ponad 100 km². Są nimi: Kondinskij Sor, Leuszynskij Tuman, Bandemtor i Tromemtor.

## Klimat
Chanty-Mansyjski OA – Jugra leży w obszarze klimatów umiarkowanych wybitnie kontynentalnych, co charakteryzuje się dużymi różnicami temperatur pomiędzy latem a zimą.
Klimat Jugry charakteryzuje się m.in. szybką i gwałtowną zmianą warunków pogodowych, zarówno w ciągu doby, jak i w przypadku pór roku – zima nagle przechodzi w wiosnę, a jesień w zimę.

### Temperatura
Średnia temperatura stycznia w Jugrze wynosi od −18 °C na zachodzie do −24 °C wschodzie Okręgu. W rzeczywistości zimą w nocy temperatury potrafią spadać poniżej −45 °C. Najniższą zarejestrowaną temperaturę −59,3 °C zanotowano w 1973 r.
Zima na terytorium Okręgu jest surowa i długa, z grubą pokrywą śnieżną, zaś lato – krótkie i ciepłe. Przymrozki utrzymują się do późnej wiosny (do połowy czerwca) i pojawiają się już wczesną jesienią.
Klimat Okręgu charakteryzuje się dużym zróżnicowaniem regionalnym. Najniższe temperatury w okresie zimowym rejestruje się w basenie rzeki Wach (rejon niżniewartowski).
Najcieplejszym miesiącem jest lipiec. Średnia temperatura w tym okresie waha się od +15,7 °C na północy do +18,4 °C na południu regionu. W okresie letnim zdarza się, że temperatury przekraczają 30 °C.

### Opady

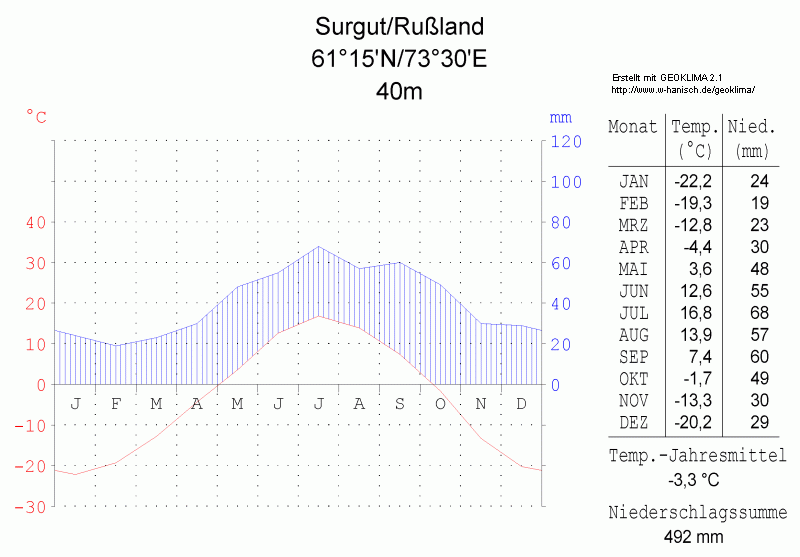
temperatura i opady w Surgucie.

Roczna suma opadów wynosi 400–550 mm. Najwięcej opadów przypada na miesiąc lipiec, kiedy to spada ok. 15% tej sumy. Zalegająca zimą przez 180–200 dni pokrywa śnieżna osiąga grubość od 50 do 80 cm. Utrzymuje się ona od około końca października do początków maja.

### Ciśnienie
W okresie zimowym ciśnienie atmosferyczne na terenie Okręgu ma znacznie niższe wartości niż w innych częściach Azji północnej. Osłabienie działania wyżu azjatyckiego jest spowodowane napływem mas powietrza znad Atlantyku, powodującym także większe średnie opady śniegu i wyższe temperatury powietrza, niż na obszarach położonych na tej samej szerokości geograficznej, lecz bardziej na wschód. W lipcu ciśnienie przyjmuje średnie wartości 1005–1008 hPa, i jest wyższe niż w Azji Środkowej, lecz niższe niż w Arktyce.

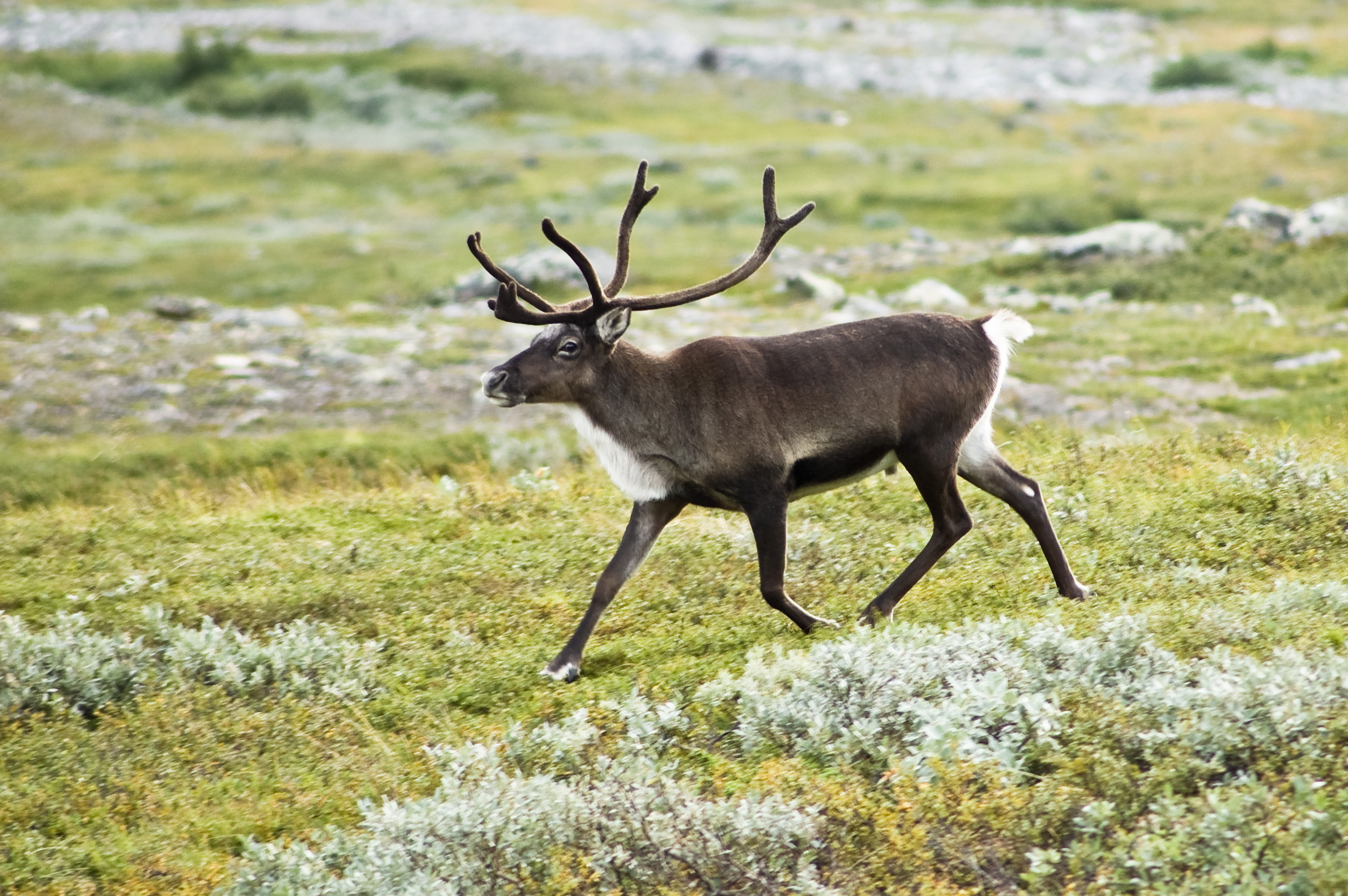
Renifer tundrowy

### Nasłonecznienie
Dla Jugry charakterystyczna jest duża liczba dni ze słońcem, średnio terytorium Okręgu notuje się 1600–1900 godzin nasłonecznienia.
Długość okres wegetacyjnego wynosi od 80 do 115 dni (dla porównania: w Polsce 180–210 dni).
Zimą przeważają wiatry południowe, zaś w okresie letnim – północne.

## Fauna

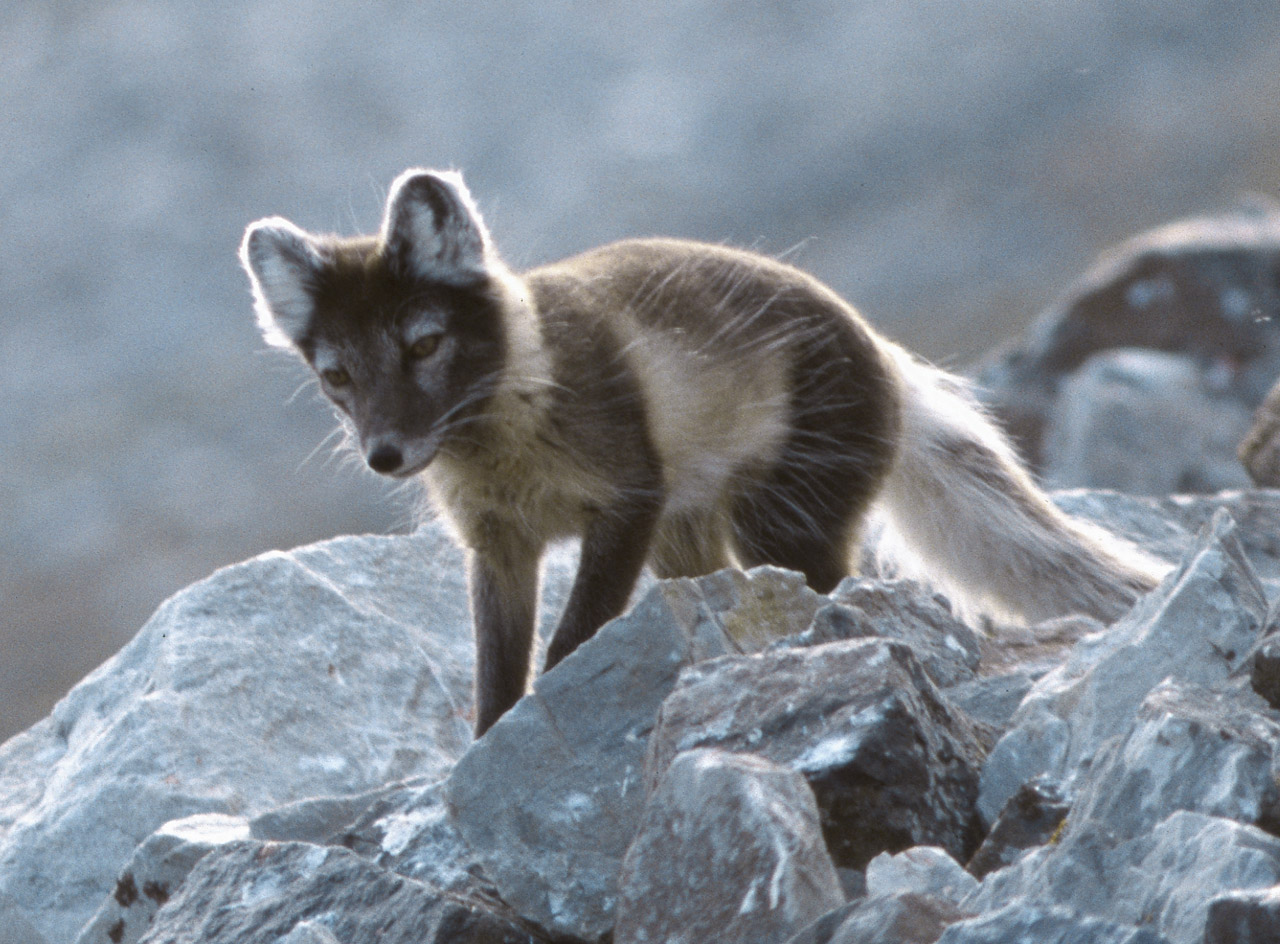
Piesiec

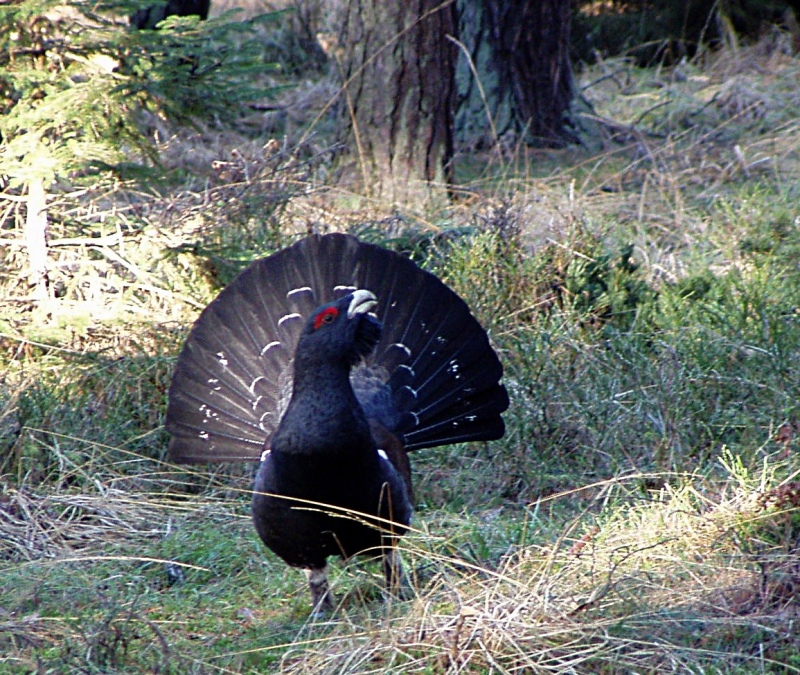
Głuszec zwyczajny

Świat zwierzęcy w Chanty-Mansyjskim OA – Jugrze reprezentują liczne gatunki ssaków, spośród których wiele ma lokalne znaczenie gospodarcze dla życia myśliwych, dostarczając futer i mięsa. Należą do nich głównie drapieżne: lisy, pieśce, wiewiórki, sobole, kuny, norki, gronostaje, łasice, wydry i tchórze. Z innych gatunków mających gospodarcze znaczenie wymienić należy m.in. zające, krety, łosie i dzikie renifery. Ponadto na terenie Jugry żyją liczne gatunki gryzoni, nietoperze i inne ssaki.
Z ptaków w Jugrze występują m.in. dzikie gęsi i kaczki, kuliki, kuropatwy, głuszce, cietrzewie i jarząbki.
Na terenie regionu występują 42 gatunki ryb, m.in. jesiotr, sterlet, nelma (łosoś syberyjski) i sieja.
Charakterystyczną cechą Jugry, podobnie jak innych podmokłych krain jest występowanie w ciepłym okresie roku licznych gatunków owadów, z których wiele, pojawiających się w olbrzymich ilościach, jest dokuczliwych dla człowieka z powodu odżywiania się krwią ssaków.

## Flora
Pokrywa roślinna Jugry charakteryzuje się wielką różnorodnością.
Na terenie Okręgu występuje głównie tajga, a także roślinność bagienna i dzikie łąki. W pobliżu licznych jezior występuje typowa dla tego ekosystemu roślinność, zaś w rejonach górskich – także roślinność wysokogórska o charakterze tundrowym.

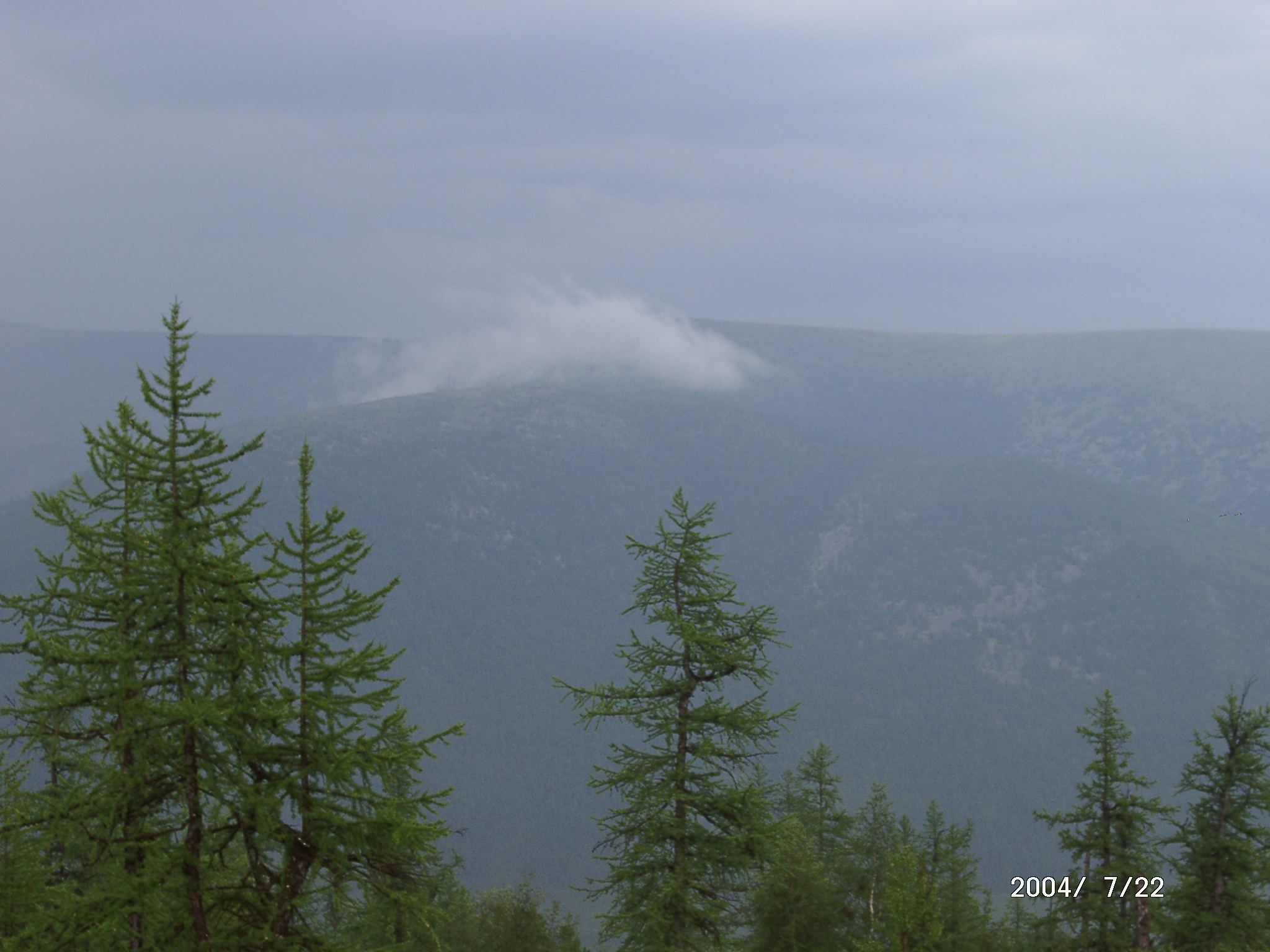
Modrzew

Obszary leśne stanowią 52,1% powierzchni regionu. Składają się na to głównie średnia tajga, złożona głównie z drzew iglastych, z domieszką liściastych. Z gatunków iglastych najliczniej występują: sosna, świerk, modrzew i jodła.
Na przybrzeżnych obszarach, zalewanych niekiedy przez rzeki, znajduje się typowa roślinność łąkowa.
Na północy regionu, gdzie tajga stopniowo zaczyna przechodzić w lasotundrę, występują liczne gatunki porostów, stanowiące pokarm dla reniferów.
W poszyciu lasów oraz wśród błot rosną liczne jadalne gatunki roślin. Niegdyś pełniły one ważną rolę gospodarczą, obecnie odgrywają one jedynie rolę w tradycyjnej gospodarce części rdzennej ludności Okręgu. Z gatunków mających znaczenie w tym zakresie najliczniej występują żurawiny, borówki, dzikie porzeczki, moroszki, czeremcha, maliny, głóg i jarzębina.
Na terenie okręgu znajdują się dwa ściśłe rezerwaty przyrody (zapowiedniki): Rezerwat przyrody „Juganskij” i Rezerwat przyrody „Małaja Sośwa”.

## Historia

### Prehistoria
Pierwsze ślady osadnictwa ludzkiego na terytorium Jugry pochodzą z mezolitu. Zamieszkujące je ludy najprawdopodobniej stanowiły ludność protouralską, zanim jeszcze uległa ona podziałowi na Ugrofinów i Samojedów. W neolicie na terenie Okręgu mieszkały już ludy ugrofińskie, m.in. Chantowie. W epoce żelaza pojawiły się pierwsze organizmy państwowe, rodzaj księstw, obejmujących gród (czasem kilka) i jego bliskie otoczenie. W I tys. n.e. ludność Okręgu utrzymywała sporadyczne kontakty zarówno ze wschodem, jak i zachodem.

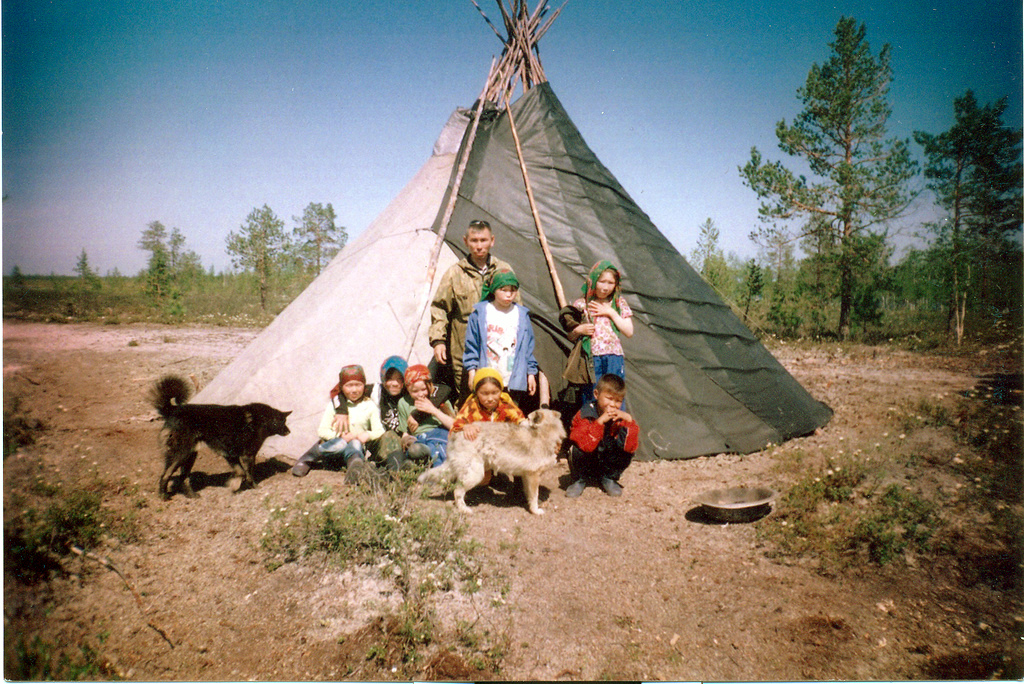
Rodzina chantyjska przed tradycyjnym domem koczowników

### X w. – koniec XVI w
Od XI w. ziemie Jugry stały się terenem rosyjskiej ekspansji handlowej prowadzonej z terenu Nowogrodu. Od XI w. w zachodniej części dzisiejszego terenu Okręgu zaczęły osiedlać się napływające z zachodu plemiona Mansów, wypierane ze swych dotychczasowych siedzib przez Rosjan i Komiaków. Ugrofińskie ludy zamieszkujące teren dzisiejszego OA (Chantowie i Mansowie) określane były przez Rusinów mianem Jugrowie (od komijskiego Jögra.), a kraj przez nich zamieszkany – Jugrą.
Od XIII w. większość ziem dzisiejszego Okręgu znajdowała się w dość luźnej zależności od Republiki Nowogrodzkiej. Od 1478, czyli od podbicia Nowogrodu przez Moskwę, ziemie Jugry weszły w skład Wielkiego Księstwa Moskiewskiego.
Na początku XVI w. ziemie Jugry zajęte zostały przez Tatarów i wchodziły w skład Chanatu Syberyjskiego. Stanowiły one jedną z ważniejszych części tego państwa.
W 1555 r. Rosja ponownie rozciągnęła nad Jugrą władzę zwierzchnią, gdyż władca Chanatu Syberyjskiego stał się wasalem carów rosyjskich. Wyrazem owej podległości była m.in. coroczna danina płacona w skórach sobolich, pozyskiwanych w dużej części na terenie Jugry. Gdy w 1563 r. chan Kuczum zerwał ową zależność i najechał ziemie cara, odwetowe wyprawy rosyjskie rozbiły chanat, a jedna z nich, pod dowództwem Jermaka, w 1582 r. ostatecznie przyłączyła większość terenu Chanty-Mansyjskiego OA do Rosji. Reszta terytorium została przyłączona wkrótce potem, do końca XVI w.

### Kolonizacja rosyjska

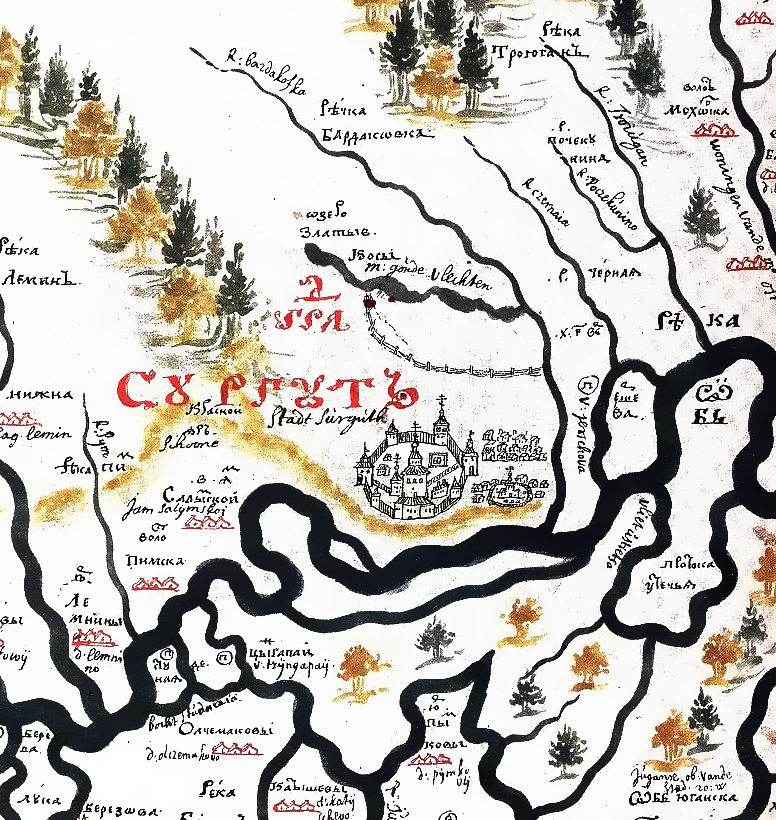
Mapa fragmentu ziem okręgu z 1701 r.

Wkrótce po przyłączeniu tych ziem rozpoczęła się rosyjska kolonizacja Jugry: w 1593 r. na miejscu starego chantyjskiego grodu Sugmut-Basz, inaczej zwanego Chałumo-Sugmut co w przekładzie oznacza „brzozowy gródek” założono pierwsze rosyjskie miasto Bieriozow, obecnie Bieriozowo, a w 1594 r. założono miasto Surgut – obecnie największe skupisko ludności w Okręgu. Intensywne osadnictwo rosyjskie rozpoczęło się jednak dopiero w połowie, a nasiliło w końcu XVII w. i szybko doprowadziło do tego, ze autochtoniczna ludność kraju (Chantowie i Mansowie) już w XVIII w. stała się na terenach Okręgu mniejszością (obecnie stanowi ona poniżej 2% populacji.) W okresie tym rozpoczęto pierwsze systematyczne badania nad kulturą i językami rdzennej ludności. W 1708 większość terenów obecnego Chanty-Mansyjskiego OA weszły w skład utworzonej Guberni Syberyjskiej, a w 1775 – Guberni Tobolskiej.

### Wiek XIX i początek XX
W XIX w. na terytorium Jugry kontynuowana było osadnictwo rosyjskie. Obszar dzisiejszego obwodu był jednym z wielu miejsc zsyłki przeciwników politycznych caratu, w tym Polaków.
XIX wiek był także początkiem nowoczesności w rejonie. w 1844 r. pojawiły się na Obie i Irtyszu pierwsze parowce, zaś regularna komunikacja tym rodzajem transportu datuje się od lat 50. Napłynęły wówczas do Jugry kolejne rzesze osadników, wśród których znajdowali się nie tylko, jak poprzednio, pionierzy i myśliwi, ale też kupcy i uczeni.
W 1859 r. po Obie i Irtyszu, m.in. przez teren Jugry pływało 7 parowców, w 1904 r. – 107, а w 1913 – już 220.
W 1909 r. zbudowano pierwszą linię telefoniczną, łączącą kraj z resztą Rosji.

### Utworzenie autonomii
Okręg utworzono 10 grudnia 1930 jako Ostiako-Wogulski Okręg Narodowościowy (ros. Остяко-Вогульский национальный округ). Utworzenie Ostiako-Wogulskiego Okręgu Narodowościowego miało na celu przyznanie ograniczonej autonomii autochtonicznym ludom zachodniej Syberii – Ostiakom (Chantom) i Wogułom (Mansom), i było elementem polityki tzw. korienizacji – przyznawania uprawnień nierosyjskim narodom, zamieszkującym Rosję, dawniej gnębionym i wynaradawianym przez carat.
Wraz z utworzeniem okręgu utworzono nowe osiedle – Ostiako-Wogulsk, mające być ośrodkiem administracyjnym okręgu.
Ponieważ nazwa Okręgu: Ostiako-Wogulski pochodziła od rosyjskich nazw obu narodów, w 1940 r. okręg został przemianowany na Chanty-Mansyjski Okręg Narodowościowy (ros. Ханты-Мансийский национальный округ), która to nazwa zawiera w sobie pochodzące z ojczystych języków obu narodów nazwy Chantów i Mansów.
Zmiana nazwy okręgu nastąpiła razem ze stosowną zmianą nazwy stolicy Jugry z Ostiako-Wogulsk na Chanty-Mansyjsk.
7 października 1977 Chanty-Mansyjski Okręg Narodowościowy przemianowano na Chanty-Mansyjski Okręg Autonomiczny (ros. Ханты-Мансийский автoнoмный округ). Wiązało się to z pewnym poszerzeniem autonomii.
Po rozpadzie ZSRR okręg, znajdujący się na terytorium Rosji otrzymał w przyjętej w 1993 Konstytucji Federacji Rosyjskiej status pełnoprawnego podmiotu tej federacji (art. 65).
25 lipca 2003 rozporządzenie prezydenta Rosji zmieniło oficjalną nazwę Okręgu na obowiązującą obecnie – Chanty-Mansyjski Okręg Autonomiczny – Jugra. Dodanie słowa „Jugra” miało na celu nawiązanie do tradycyjnej, staroruskiej nazwy ziem wchodzących w skład okręgu.

### Odkrycie złóż ropy naftowej i gazu ziemnego
W latach 50. XX w. na terenie ówczesnego Chanty-Mansyjskiego ON zostały odkryte złoża gazu ziemnego, które okazały się częścią wielkiego Zachodniosyberyjskiego Zagłębia Naftowego, obejmującego także tereny położone poza Okręgiem. Pierwsze złoże zostało odkryte 21 września 1953 w pobliżu miasta Bieriozowo. Dalsze badania odkryły także obecność ropy naftowej, która na terenie Jugry trysnęła 25 września 1959 w rejonie wsi Szaim, na miejscu której znajduje się dziś miasto Uraj.
Odkrycia te i związany z nimi rozwój przemysłu naftowego spowodowały szybki napływ kolejnych osadników i ogromny, dwunastokrotny wzrost liczby ludności Jugry: ze 118 000 w 1956 do 1 478 000 w 2006 r.

## Demografia

### Statystyki demograficzne
W 2006 r. Chanty-Mansyjski OA zamieszkiwało 1 478 178 osób. Ludność miejska stanowi 91,3% populacji, a wiejska – 8,7%. Gęstość zaludnienia wynosi 2,7 os./km².
Liczba mieszkańców okręgu systematyczna rośnie, od spisu powszechnego w 2002 r. do 1 stycznia 2006 wzrosła ona o 45,4 tys. osób, co stanowi 3,16%. Wzrost ten jest wynikiem zarówno dodatniego salda migracji, jak i przyrostu naturalnego. Region ten bowiem, jako jedna z niewielu części Rosji wykazuje przewagę liczby urodzeń nad liczbą zgonów. W 2002 urodziło się tutaj 19 958 osób (przyrost 13,5‰), a zmarło 10 415 (7,1‰), co daje przyrost naturalny rzędu +6,4‰.

### Zmiany liczby mieszkańców
W okresie ZSRR nastąpił znaczny wzrost zaludnienia okręgu. Związane było to z odkrywaniem w latach 50. i 60. złóż ropy naftowej i gazu ziemnego, a następnie z rozwojem przemysłu, zwłaszcza naftowego w tym regionie. Po upadku ZSRR i powstaniu niepodległej Rosji. Okręg jest jednym z niewielu terenów Syberii i rosyjskiego Dalekiego Wschodu, którego ludność nie zmniejsza się, a wręcz przeciwnie – zwiększa (w ciągu 2005 liczba ludności wzrosła o 9,2 tys. osób, tj. o 0,63%). Obecnie (stan na 1 stycznia 2006) Jugrę zamieszkuje 1 478 200 osób. Oznacza to, iż w ciągu ostatniego półwiecza populacja Jugry wzrosła 12-krotnie.
Wzrostowi ogólnej liczby ludności towarzyszy spadek udziału procentowego w populacji ludności rdzennej – Chantów i Mansów.

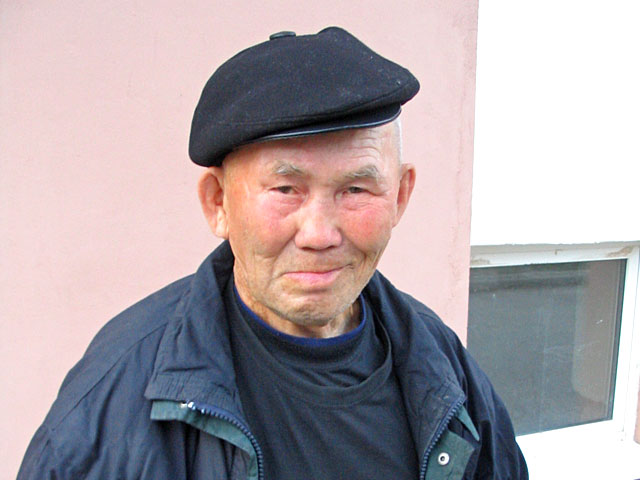
Chant – rdzenny mieszkaniec Okręgu

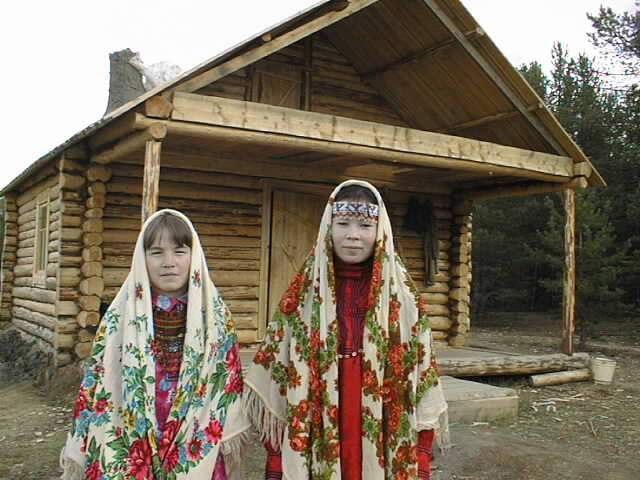
Kobiety chantyjskie w tradycyjnych strojach

| Rok  | Liczba mieszkańców | Udział Chantów i Mansów |
| ---- | ------------------ | ----------------------- |
| 1939 | 93 300             | 19,3%                   |
| 1956 | 118 000            | ok. 15%                 |
| 1961 | 134 000            | ok. 14%                 |
| 1965 | 194 000            | ok. 10%                 |
| 1970 | 272 000            | ok. 7,5%                |
| 1977 | 460 000            | poniżej 5%              |
| 1980 | 616 000            | ok. 3,5%                |
| 2004 | 1 456 000          | ok. 1,9%                |
| 2006 | 1 478 000          | ok. 1,8%                |

### Narodowości
Według spisu powszechnego z 2004 na terenie Jugry zamieszkują przedstawiciele 123 narodowości, głównie należących do narodów słowiańskich, w mniejszym stopniu też tureckich i ugrofińskich.
Zdecydowaną większość ludności Chanty-Mansyjskiego OA stanowią Rosjanie (66,1%), zaś narody, od których pochodzi nazwa Okręgu – Chantowie i Mansowie – odpowiednio 1,2% i 0,7%.

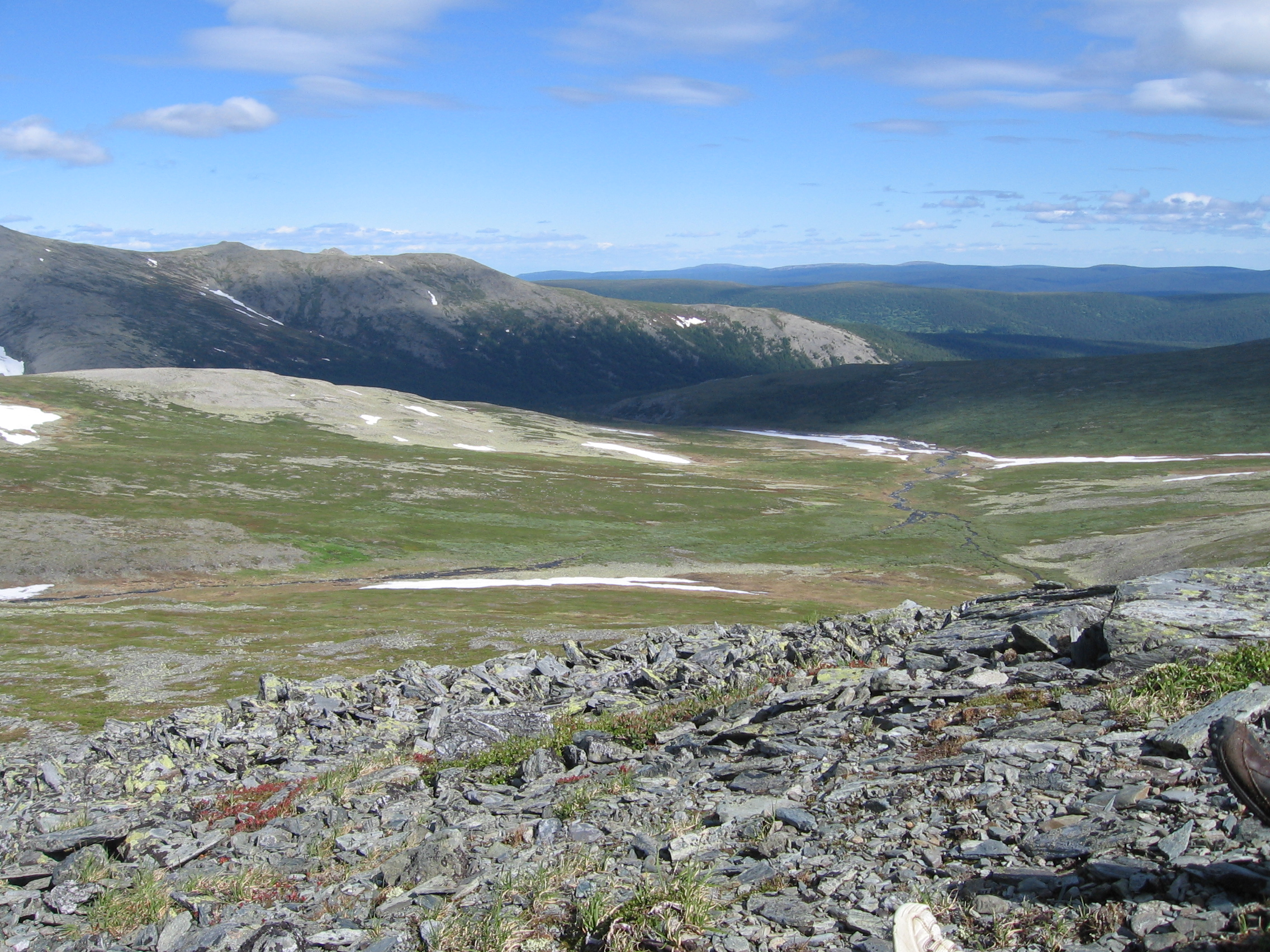
Krajobraz przedgórza polarnego Uralu

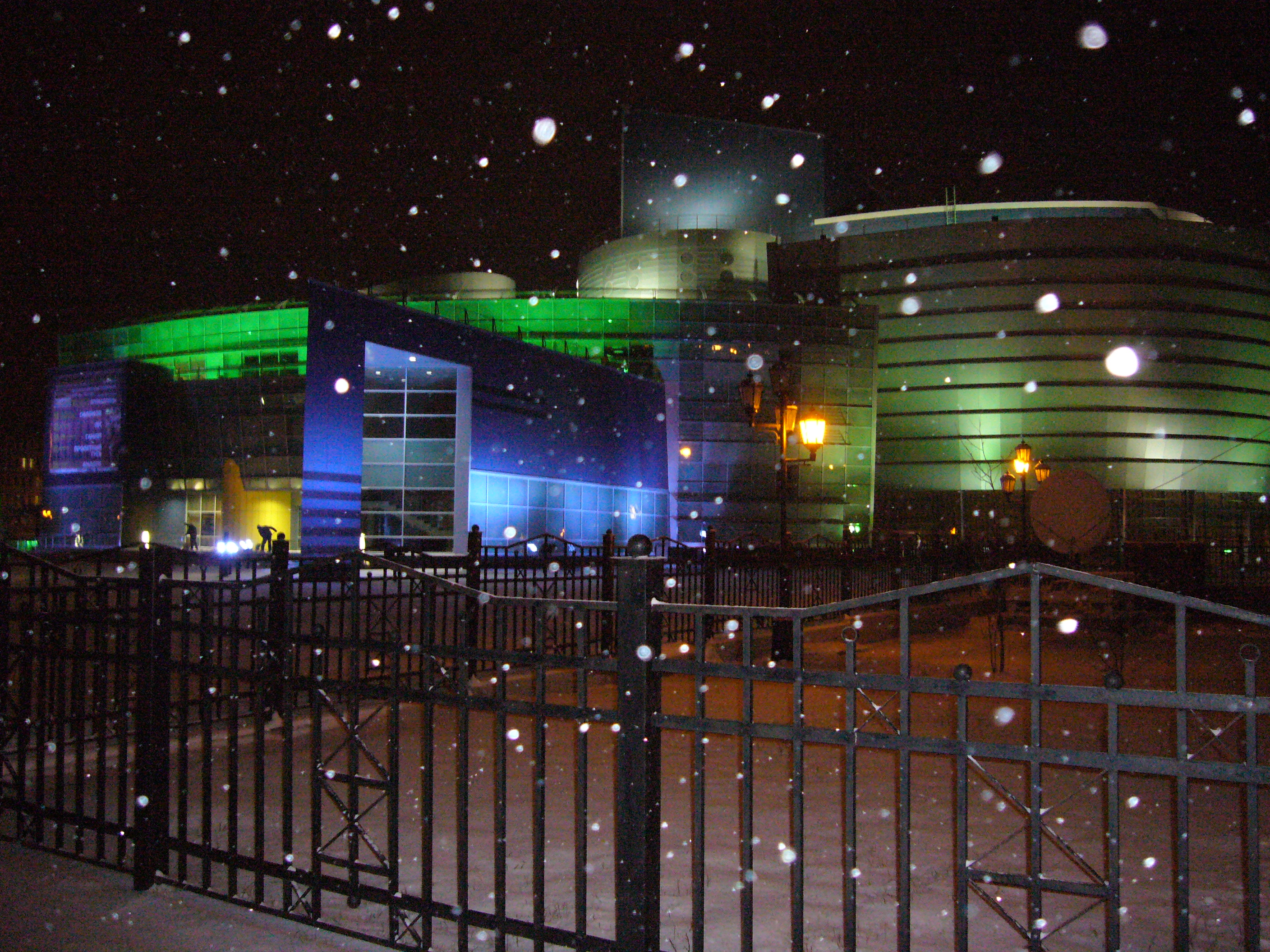
Teatr w Chanty-Mansyjsku

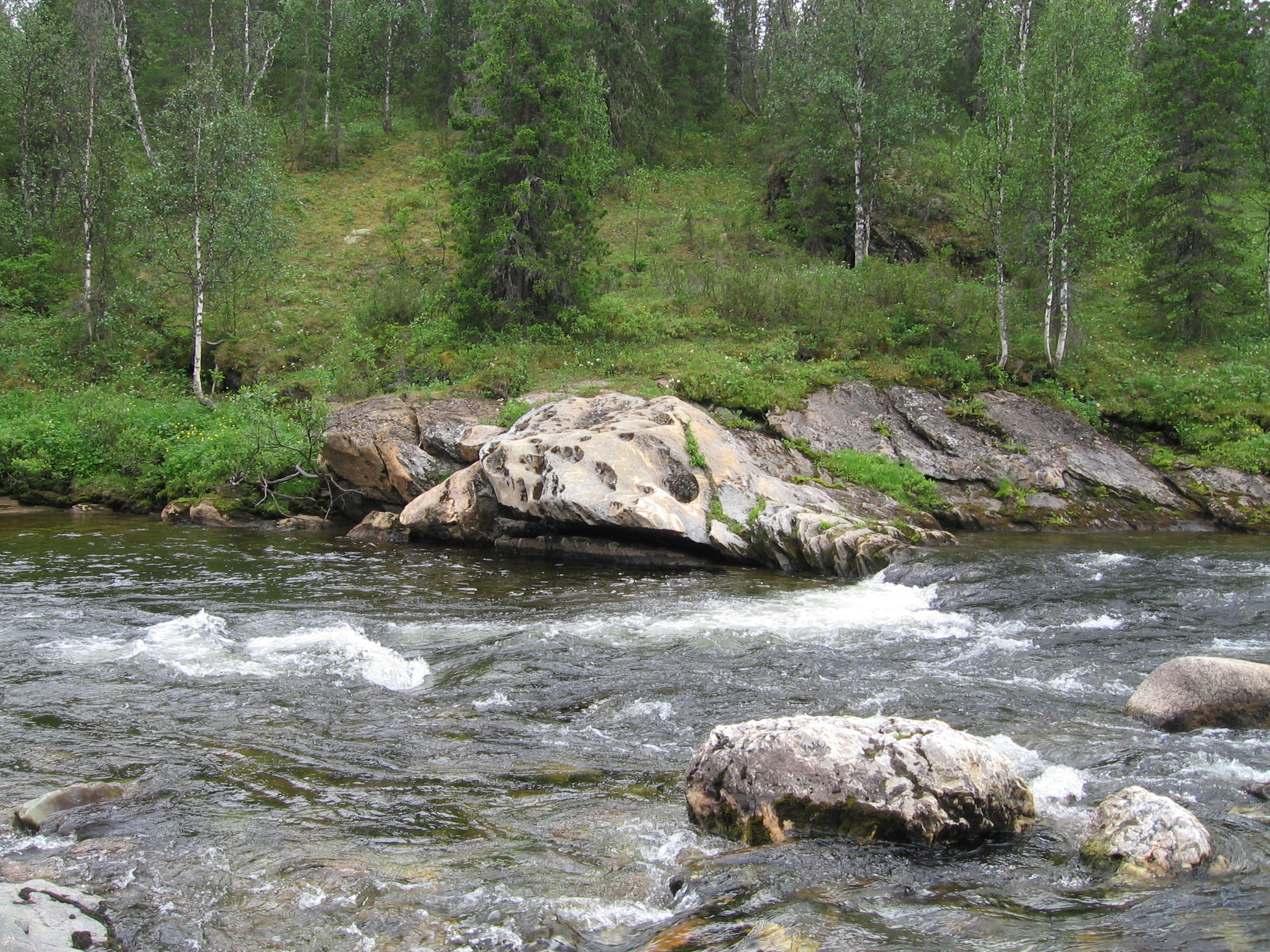
Rzeka Szekuria

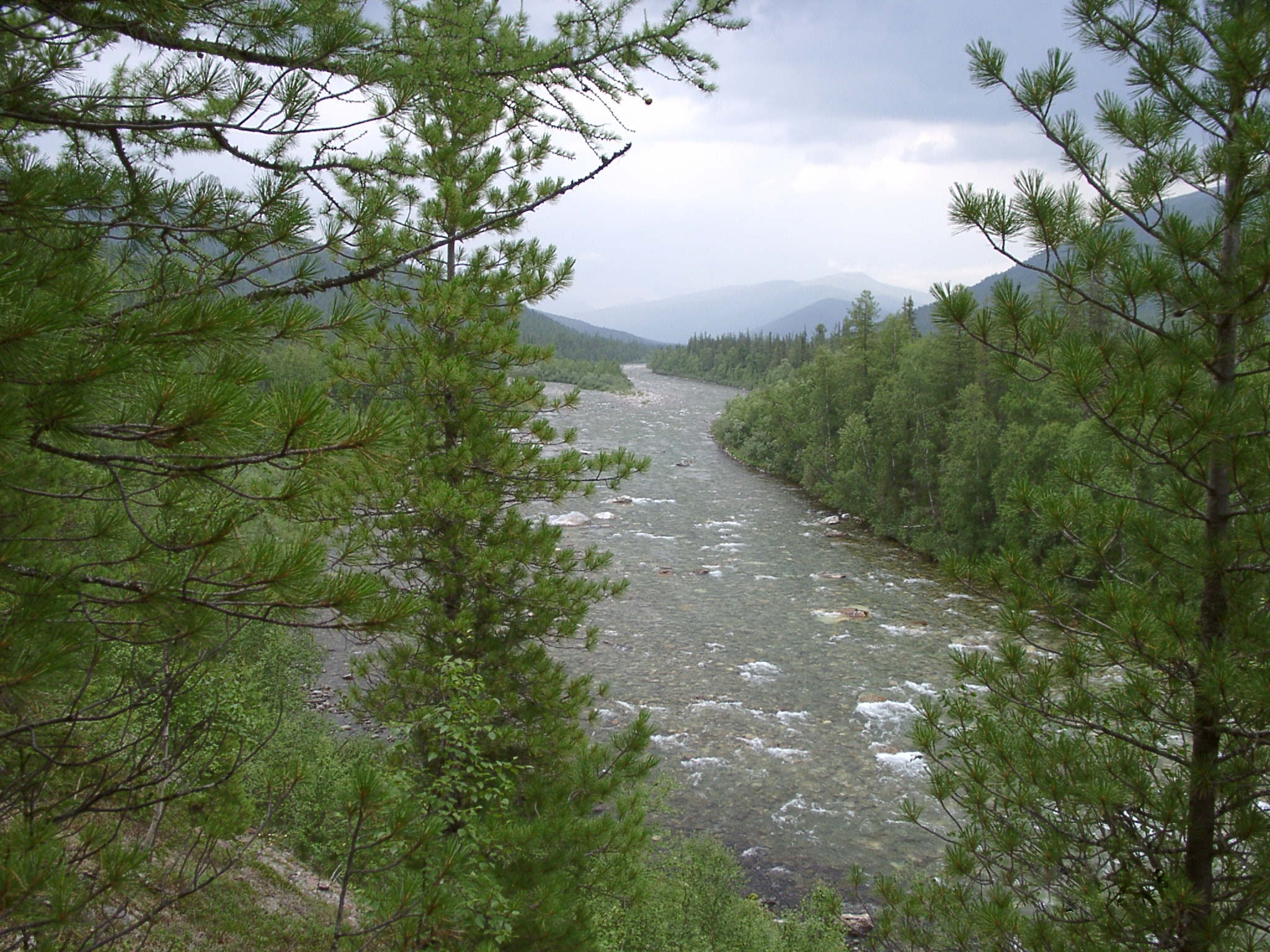
Jedna z rzek w Chanty-Mansyjskim OA

Szczegółowy skład etniczny Chanty-Mansyjskiego OA:
- Rosjanie: 66,06% (946 590 osób)
- Ukraińcy: 8,6% (123 238 osób)
- Tatarzy: 7,51% (107 637 osób)
- Baszkirzy: 2,5% (35 807 osób)
- Azerowie: 1,75% (25 088 osób)
- Białorusini: 1,43% (20 518 osób)
- Chantowie: 1,2% (17 128 osób)
- Czuwasze: 1,07% (15 261 osób)
- Osoby o nieustalonej narodowości lub bez poczucia przynależności narodowej: 0,92% (13 210 osób)
- Mołdawianie: 0,76% (10 861 osób)
- Mansowie: 0,69% (9894 osób)
- Kumycy: 0,67%
- Lezgini: 0,60%
- Niemcy: 0,58%
- Maryjczycy: 0,51%
- Czeczeni: 0,48%
- Ormianie: 0,45%
- Mordwini: 0,44%
- Tadżycy: 0,39%
- Uzbecy 0,36%
- Kazachowie: 0,30%
- Udmurci: 0,26%
- Komiacy: 0,21%
- Komi-Permiacy: 0,19%
- Nogajowie: 0,17%
- Kirgizi: 0,14%
- Dargińczycy: 0,14%
- Awarowie: 0,13%
- Polacy: 0,13%
- Bułgarzy: 0,12%
- Gagauzi: 0,11%
- Nieńcy: 0,09%
- Gruzini: 0,09%
- Grecy: 0,08%
- Lakowie: 0,07%
- Koreańczycy: 0,06%
- Turcy: 0,06%
- Osetyjczycy: 0,06%
- Ingusze: 0,05%
- Żydzi: 0,05%
- Litwini 0,04%[3]

Zmiany liczebności i udziału procentowego w populacji głównych grup etnicznych na przestrzeni lat (według danych ze spisów powszechnych)
|           | 1939           | 1959           | 1970            | 1979            | 1989            | 2002            |
| --------- | -------------- | -------------- | --------------- | --------------- | --------------- | --------------- |
| Chantowie | 12 238 (13,1%) | 11 435 (9,2%)  | 12 222 (4,5%)   | 11 219 (2,0%)   | 11 892 (0,9%)   | 17 128 (1,2%)   |
| Mansowie  | 5768 (6,2%)    | 5644 (4,6%)    | 6684 (2,5%)     | 6156 (1,1%)     | 6562 (0,5%)     | 9894 (0,7%)     |
| Nieńcy    | 852 (0,9%)     | 815 (0,7%)     | 940 (0,3%)      | 1003 (0,2%)     | 1144 (0,1%)     | 1290 (0,1%)     |
| Komiacy   | 2436 (2,6%)    | 2803 (2,3%)    | 3150 (1,2%)     | 3105 (0,5%)     | 3000 (0,2%)     | 3081 (0,2%)     |
| Rosjanie  | 67 616 (72,5%) | 89 813 (72,5%) | 208 500 (76,9%) | 423 792 (74,3%) | 850 297 (66,3%) | 946 590 (66,1%) |
| Ukraińcy  | 1111 (1,2%)    | 4363 (3,5%)    | 9986 (3,7%)     | 45 484 (8,0%)   | 148 317 (11,6%) | 123 238 (8,6%)  |
| Tatarzy   | 2227 (2,4%)    | 2938 (2,4%)    | 14 046 (5,2%)   | 36 898 (6,5%)   | 97 689 (7,6%)   | 107 637 (7,5%)  |
| Pozostali | 1026 (1,1%)    | 6115 (4,9%)    | 15 629 (5,8%)   | 43 106 (7,6%)   | 163 495 (12,7%) | 223 959 (15,6%) |

### Rdzenni mieszkańcy Jugry
Rdzennymi mieszkańcami Chanty-Mansyjskiego OA są Chantowie i Mansowie.

### Wyznania

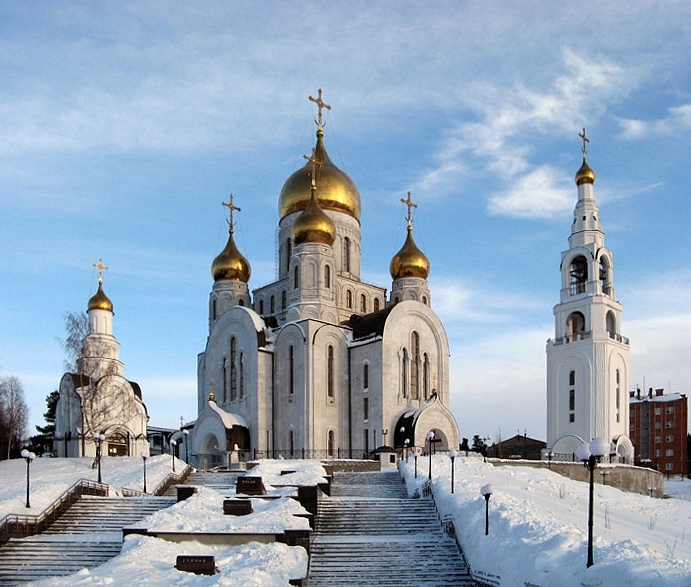
Sobór Zmartwychwstania Pańskiego w stolicy Okręgu – Chanty-Mansyjsku

Większość ludności Jugry wyznaje prawosławie, część – islam, sporą grupę stanowią niewierzący. Istnieje także niewielka grupa (kilkaset do kilku tys.) osób, należących do rdzennej ludności Syberii, która wyznaje tradycyjne wyznania szamanistyczne. W ostatnich latach w wyniku nasilonej akcji ewangelizacyjnej prowadzonej przez przybyłych z zachodu misjonarzy wielu mieszkańców Jugry przyłączyło się do wspólnot religijnych wyrosłych na gruncie protestantyzmu (m.in. baptystów i ewangelicznych chrześcijan)
Na terenie obwodu działa 51 parafii prawosławnych (Chanty-Mansyjsk jest stolicą eparchii chanty-mansyjskiej Rosyjskiego Kościoła Prawosławnego), 26 wspólnot muzułmańskich, 1 parafia rzymskokatolicka, 40 innych chrześcijańskich organizacji religijnych, związanych z wyznaniami protestanckimi, oraz 12 innych wspólnot i organizacji wyznaniowych.

### Gęstość zaludnienia
Średnia gęstość zaludnienia w Chanty-Mansyjskim OA wynosi 2,8 os./km² W praktyce istnieją bardzo duże rozbieżności pomiędzy różnymi częściami kraju. Na południu jest to kilkanaście, a w pobliżu miast kilkadziesiąt osób na km² (w dużych miastach – ponad kilkaset), zaś na obszarach północnych 1 osoba przypada na kilka km².

### Miasta
Stolicą Okręgu jest miasto Chanty-Mansyjsk. Największymi miastami na terenie Autonomii są Surgut, Niżniewartowsk i Nieftiejugansk.
16 największych miast zamieszkuje 78% ludności Okręgu, zaś cała ludność miejska stanowi 91% populacji Jugry.
Najważniejsze miasta i osiedla typu miejskiego (stan na 1 stycznia 2005):

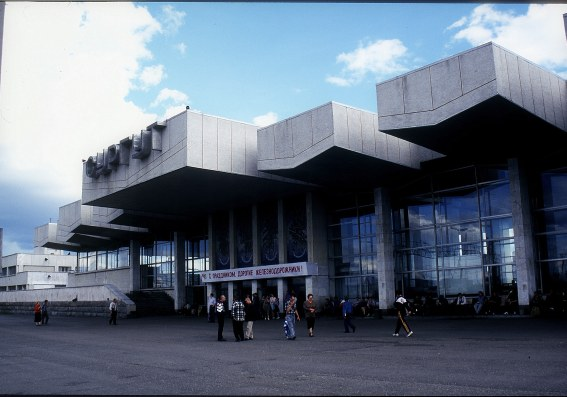
Dworzec w Surgucie – największym mieście Okręgu.

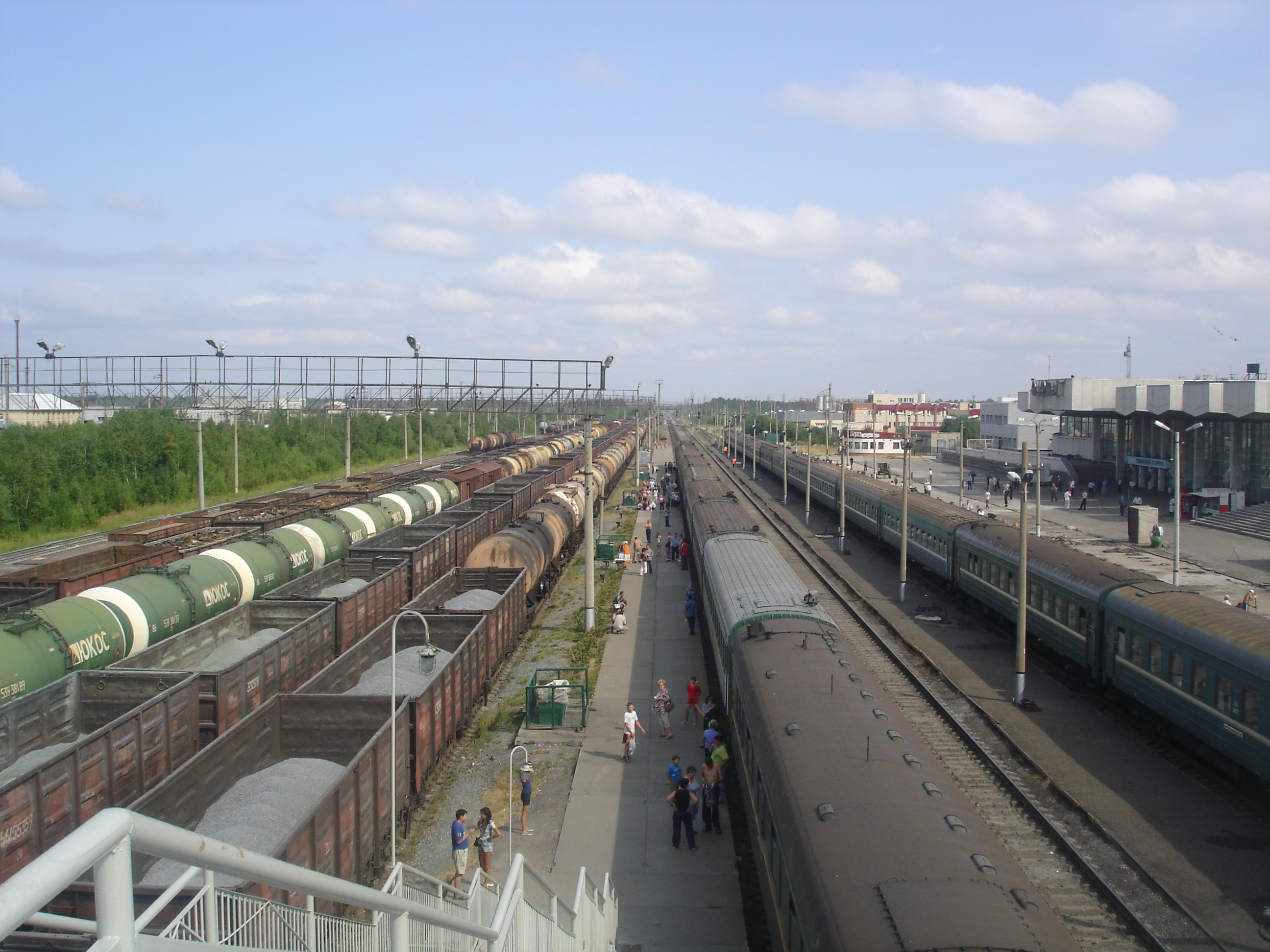
Dworzec w Surgucie

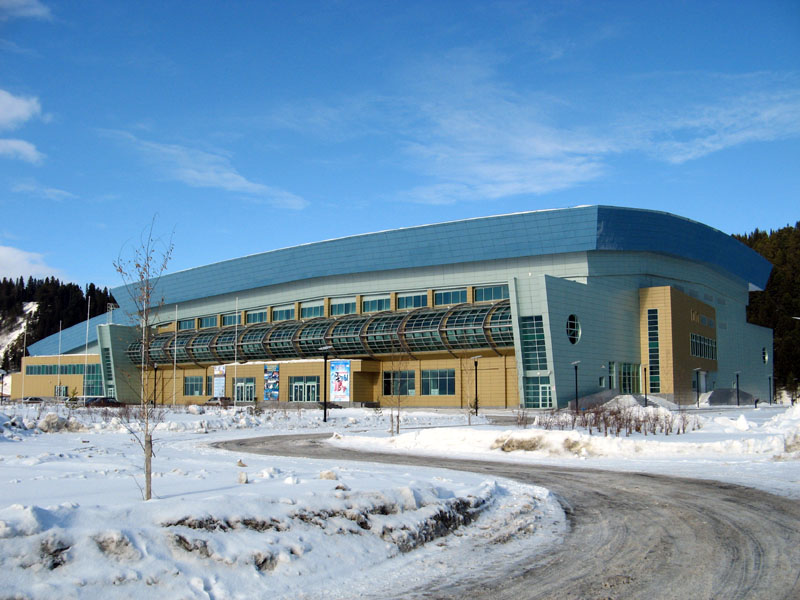
Chanty-Mansyjsk

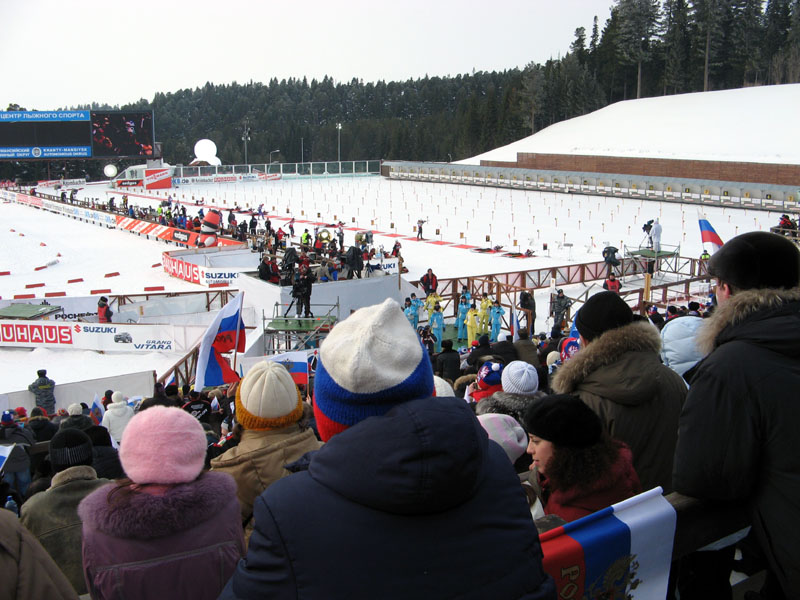
Centrum narciarskie w Chanty-Mansyjsku

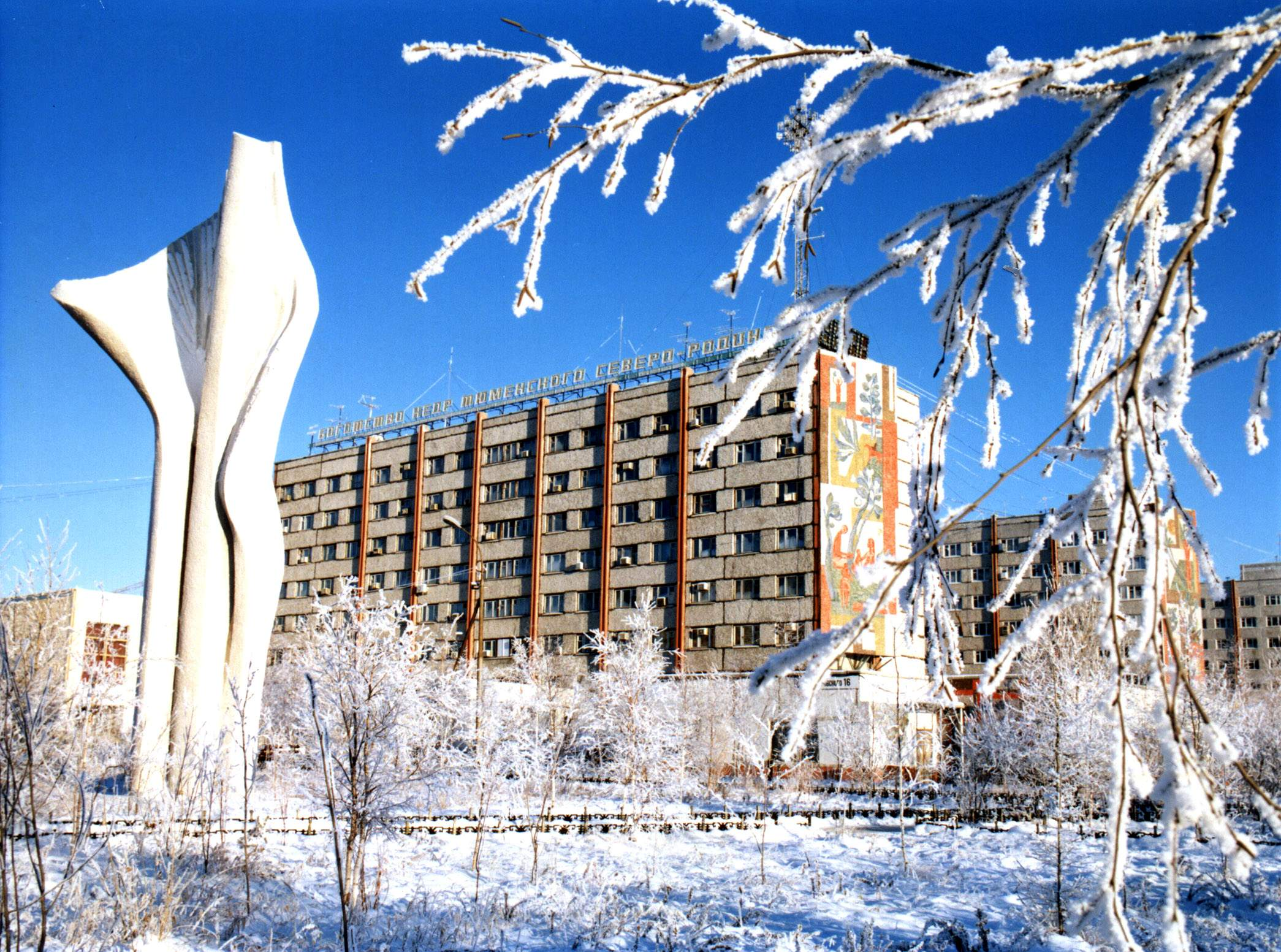
Surgut w zimie.

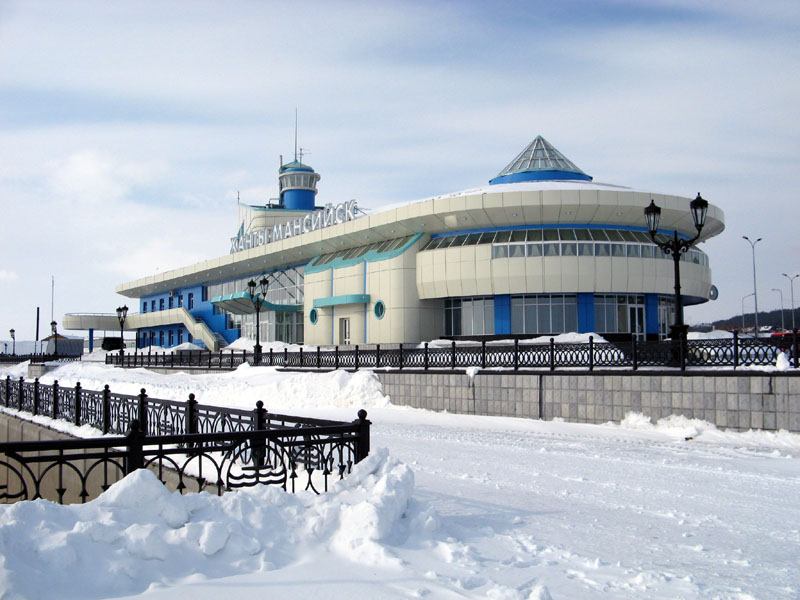
port i dworzec autobusowy w Chanty-Mansyjsku

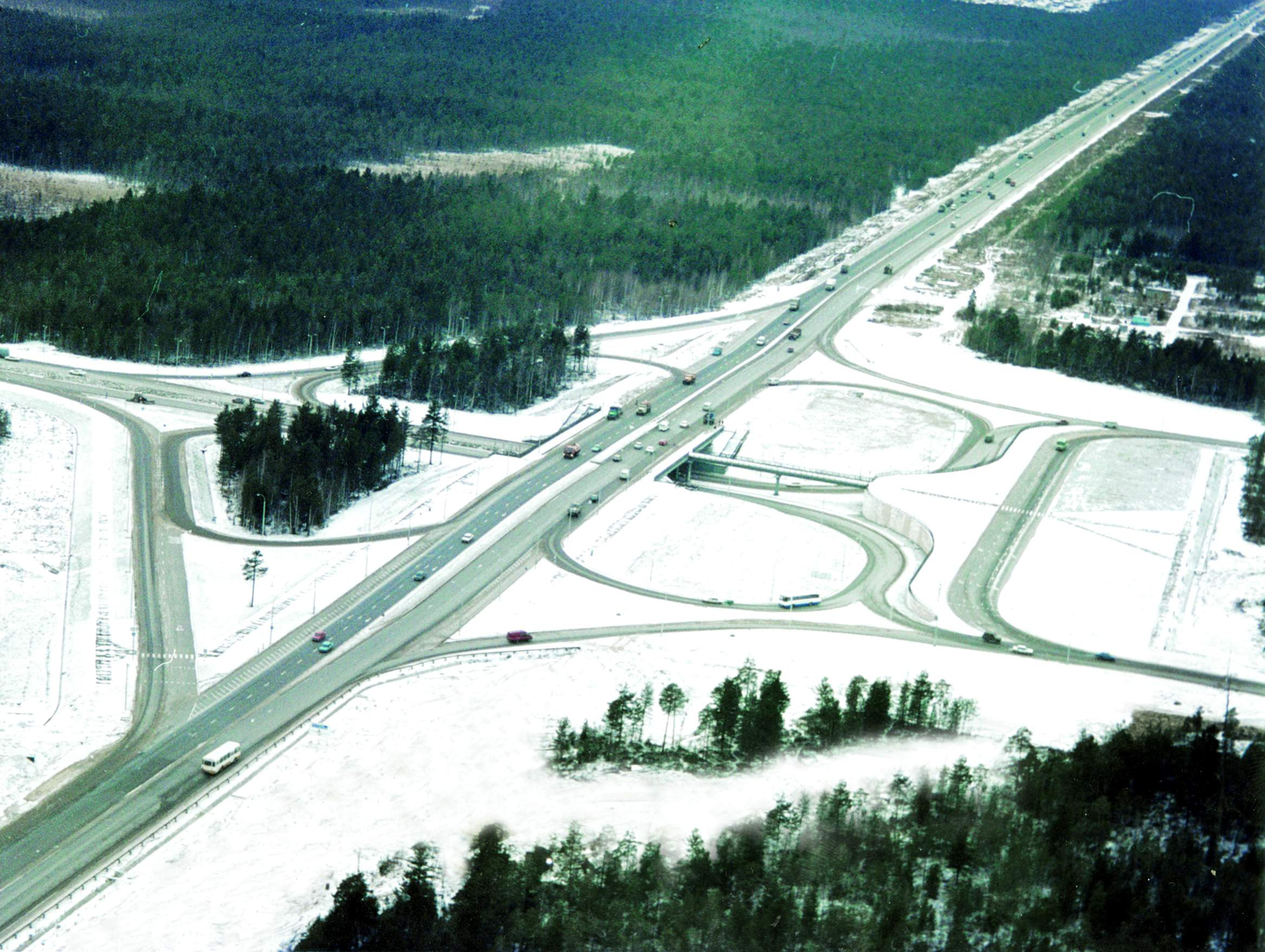
Ulica w Surgucie

| Miasto            | Nazwa rosyjska | Liczba mieszkańców |
| ----------------- | -------------- | ------------------ |
| Surgut            | Сургут         | 291 750            |
| Niżniewartowsk    | Нижневартовск  | 240 067            |
| Nieftiejugansk    | Нефтеюганск    | 111 518            |
| Chanty-Mansyjsk   | Ханты-Мансийск | 57 300             |
| Kogałym           | Когалым        | 56 950             |
| Niagań            | Нягань         | 54 187             |
| Radużny           | Радужный       | 47 904             |
| Miegion           | Мегион         | 47 164             |
| Pyt-Jach          | Пыть-Ях        | 41 528             |
| Uraj              | Урай           | 40 571             |
| Łangiepas         | Лангепас       | 39 796             |
| Lantor            | Лянтор         | 35 433             |
| Jugorsk           | Югорск         | 31.014             |
| Pojkowskij        | Пойковский     | 28 852             |
| Sowietskij        | Советский      | 24 536             |
| Biełojarskij      | Белоярский     | 19 516             |
| Fiodorowskij      | Фёдоровский    | 19 004             |
| Pokaczi           | Покачи         | 16 915             |
| Isłuczinsk        | Излучинск      | 16 107             |
| Biełyj Jar        | Белый Яр       | 14 287             |
| Mieżdurieczenskij | Междуреченский | 11 194             |
| Nowoagansk        | Новоаганск     | 9973               |
| Igrim             | Игрим          | 9335               |
| Wysokij           | Высокий        | 8007               |
| Priobje           | Приобье        | 7333               |
| Bieriozowo        | Берёзово       | 6930               |
| Talinka           | Талинка        | 5615               |
| Barsowo           | Барсово        | 5598               |
| Pionierskij       | Пионерский     | 5324               |
| Kondinskoje       | Кондинское     | 3881               |
| Oktiabrskoje      | Октябрьское    | 3822               |
| Mortka            | Мортка         | 3713               |

## Gospodarka
Na terenie Jugry znajdują się bogate złoża ropy naftowej i gazu ziemnego, których eksploatacja jest jedną z najważniejszych gałęzi gospodarki. Zostały one odkryte w latach 50. XX w. Złoża te stanowią część Zachodniosyberyjskiego Zagłębia Naftowego. Pierwsze złoże gazu w rejonie tego zagłębia zostało odkryte 21 września 1953 właśnie na terenie Chanty-Mansyjskiego OA, w pobliżu miasta Bieriozowo, zaś ropa naftowa odkryta została w 1959 r. Na terenie okręgu pierwszy odwiert powstał 25 września 1959 w rejonie wsi Szaim (dzisiejsze miasto Uraj).
Blisko 30 mln ha lasów dostarcza surowca dla przemysłu drzewnego i papierniczego. Ponadto na terenie okręgu rozwinięte związane z lasem myślistwo oraz pozyskiwanie owoców runa leśnego. Duże znaczenie ma rybołówstwo oraz chów reniferów i zwierząt futerkowych. Rolnictwo z powodu trudnych warunków klimatycznych i niekorzystnych warunków glebowych nie odgrywa znacznej roli.

### Bogactwa naturalne
Oprócz stanowiących podstawę gospodarki Chanty-Mansyjskiego OA gazu ziemnego i ropy naftowej w Okręgu wydobywa się złoto i kwarc, oraz węgiel kamienny. Odkryto również złoża rud żelaza, miedzi, cynku, ołowiu oraz rzadko występujących niobu i tantalu. W Jugrze wydobywa się ponadto boksyty i surowce mineralne: glinki ceramiczne, piasek budowlany i kamienie dekoracyjne. W położonej w należącej do Okręgu części gór Uralu pozyskuje się dla potrzeb przemysłu skały charakteryzujące się wysokimi właściwościami filtracyjnymi.
Na terenie Jugry znajdują się także złoża wód mineralnych.

### Transport
Na obszarze Chanty-Mansyjskiego OA zasadnicze znaczenie w transporcie odgrywa sieć rzeczna i linie kolejowe. Jedynie 29% towarów przewożone jest za pośrednictwem transportu samochodowego, a 2% – lotniczego. Długość linii kolejowych w granicach Jugry wynosi 1106 km, zaś dróg – ponad 18 tys. km, z czego 11 tys. km posiada utwardzoną powierzchnię. W transporcie ropy naftowej i gazu ziemnego główną rolę odgrywają rurociągi. Ropociągi mają łącznie 6283 km długości, a gazociągi – 19 500 km.

## Podział administracyjny
Z obszaru Chanty-Mansyjskiego OA – Jugry wyodrębnione są tereny większości dużych miast. Obejmują one obszar samego miasta, czasem też kilku miejscowościami położonymi w pobliżu. Okręgów takich jest 22. Pozostała powierzchnia Jugry podzielona jest na 9 rejonów.

### Okręgi miejskie
| Okręg miejski   | Nazwa rosyjska | Liczba mieszkańców |
| --------------- | -------------- | ------------------ |
| Chanty-Mansyjsk | Ханты-Мансийск | 57 300             |
| Biełojarskij    | Белоярский     | 19 516             |
| Jugorsk         | Югорск         | 31 014             |
| Kogałym         | Когалым        | 57 160             |
| Łangiepas       | Лангепас       | 39 796             |
| Miegion         | Мегион         | 55 171             |
| Nieftiejugansk  | Нефтеюганск    | 111 518            |
| Niżniewartowsk  | Нижневартовск  | 240 067            |
| Niagań          | Нягань         | 59 802             |
| Pokaczi         | Покачи         | 16 915             |
| Pyt-Jach        | Пыть-Ях        | 41 528             |
| Radużny         | Радужный       | 47 904             |
| Surgut          | Сургут         | 291 750            |
| Uraj            | Урай           | 41 275             |

### Rejony
Pozamiejska powierzchnia Chanty-Mansyjskiego OA – Jugra podzielona jest na 9 rejonów.
| Rejon            | Nazwa rosyjska         | Liczba mieszkańców | W tym: miasto | W tym: wieś | Siedziba władz    |
| ---------------- | ---------------------- | ------------------ | ------------- | ----------- | ----------------- |
| Biełojarski      | Белоярский район       | 9592               | ---           | 9592        | Biełojarskij      |
| Bieriozowski     | Берёзовский район      | 27 133             | 16 265        | 10 868      | Bieriozowo        |
| Chanty-mansyjski | Ханты-Мансийский район | 17 488             | ---           | 17 488      | Chanty-Mansyjsk   |
| Kondinski        | Кондинский район       | 35 135             | 23 505        | 11 630      | Mieżdurieczenskij |
| Nieftiejugański  | Нефтеюганский район    | 47 094             | 28 852        | 18 242      | Nieftiejugansk    |
| Niżniewartowski  | Нижневартовский район  | 34 047             | 26 080        | 7967        | Niżniewartowsk    |
| Oktiabrski       | Октябрьский район      | 29 710             | 13 034        | 16 676      | Oktiabrskoje      |
| Sowiecki         | Советский район        | 46 290             | 43 002        | 3288        | Sowietskij        |
| Surgucki         | Сургутский район       | 111 806            | 74 322        | 37 484      | Surgut            |

## Władze
Organem prawodawczym Chanty-Mansyjskiego Okręgu Autonomicznego – Jugry jest miejscowa Duma, złożona z 25 członków, wybieranych na 5 lat, z czego 20 wybieranych jest w okręgach jednomandatowych, a 5 – z jednego, pięciomandatowego okręgu, obejmującego cała Jugrę. Stanowione przez ten organ prawa dotyczą spraw lokalnych i nie mogą być sprzeczne z ustawodawstwem ogólnorosyjskim.
Głową Okręgu jest gubernator. Obecnie, od 2010 funkcję tę sprawuje Natalia Komarowa.
Władzę wykonawczą w okręgu sprawuje lokalny rząd.

## Języki urzędowe
Językami urzędowymi na terenie Okręgu są zarówno język rosyjski, używany na co dzień przez blisko 99% populacji, jak i dwa języki rdzennych mieszkańców Jugry: chantyjski i mansyjski. W praktyce jednak w charakterze języka urzędowego stosowany jest tylko rosyjski, a znaczenie obu języków rdzennych mieszkańców jest symboliczne – wszyscy zamieszkujący kraj ludzie znają język rosyjski, a zaledwie nieco ponad połowa spośród 17 128 zamieszkujących Okręg Chantów i ok. 30% spośród 9498 Mansów żyjących w OA zna język ojczysty.
Przyznanie statusu języka urzędowego mowom rdzennych mieszkańców jest zatem w zasadzie tylko rodzajem deklaracji mającej pokazać szacunek władz do tradycji i kultury Chantów i Mansów. Większe znaczenie języki te posiadają w innych dziedzinach życia, m.in. w systemie oświaty – w językach tych odbywa się nauczanie w niektórych szkołach i posiadają one też pewne inne przywileje, m.in. związane z wydawaniem w nich publikacji książkowych i prasowych.

## Tablice rejestracyjne
Tablice pojazdów zarejestrowanych w Chanty-Mansyjskim OA mają oznaczenie 86 w prawym górnym rogu nad flagą Rosji i literami RUS.